# Елизабет II
Елизабет II (на английски: Elizabeth II), пълно име Елизабет Александра Мери (на английски: Elizabeth Alexandra Mary; * 21 април 1926, Мейфеър, Лондон, Великобритания, † 8 септември 2022, Замък „Балморал“, Великобритания), е кралица и държавен глава на Обединеното кралство Великобритания и Северна Ирландия и на кралствата от Общността на нациите от 6 февруари 1952 г. до смъртта си на 8 септември 2022 г.
Управлявала е през годините 32 суверенни държави и 15 при смъртта си. Нейното управление от 70 години и 214 дни е най-дългото сред британските монарси и най-дългото регистрирано на която и да е жена държавен глава в историята.
Елизабет II е родена на 21 април 1926 г., когато крал е нейният дядо Джордж V. Тя е по-голямата от двете дъщери на Джордж VI и Елизабет Боуз-Лайън – херцог и херцогиня на Йорк. Баща ѝ се възкачва на трона през 1936 г. след абдикацията на брат си, крал Едуард VIII, и Елизабет става престолонаследница на 10 години. Тя получава частно образование у дома и започва да изпълнява обществени задължения по време на Втората световна война, като служи в Помощната териториална служба. През ноември 1947 г. се омъжва за Филип Маунтбатън и бракът им просъществува 73 г. до смъртта на Филип през 2021 г. Имат четири деца: Чарлз, Ан, Андрю и Едуард.
Когато се възкачва на престола след смъртта на баща си през 1952 г. Елизабет е на 25 години и става кралица на седем независими държави: Обединеното кралство, Канада, Австралия, Нова Зеландия, Южна Африка, Пакистан и Цейлон (днес Шри Ланка), както и глава на Общността на нациите. Управлява като конституционен монарх по време на големи политически промени като конфликта в Северна Ирландия, движението за по-голяма самостоятелност (деволюция) на съставните части на Обединеното кралство, деколонизацията на Африка, встъпването на Обединеното кралство в Европейската общност и след това излизането от ЕС. Броят на управляваните от нея държави варира, тъй като някои получават независимост, а някои монархии стават републики. Сред многобройните държавни посещения се открояват историческите за британски монарх визити в Китай през 1986, Русия през 1994 и Ирландия през 2011, както и срещите ѝ с петима папи и 14 американски президенти. Пътуванията на Елизабет ѝ печелят любовта на поданиците ѝ. Тя е посрещана с топлота и ентусиазъм при всяко свое посещение.
Значимите събития по време на царуването ѝ включват коронацията през 1953 г. и честванията на нейните сребърен, златен, диамантен и платинен юбилей съответно през 1977, 2002, 2012 и 2022 г. Макар от време на време да се сблъсква с републикански настроения и медийна критика към семейството ѝ, особено след разпадането на браковете на децата ѝ, нейната „ужасна година“ през 1992 г. и смъртта на бившата ѝ снаха Даяна, принцеса на Уелс, през 1997 г, подкрепата за монархията в Обединеното кралство остава постоянно висока, както и нейната лична популярност. Елизабет умира на 96 г. в замъка Балморал, Абърдийншър, Шотландия и е наследена от най-големия си син Чарлз III.

## Ранни години
Елизабет е родена на 21 април 1926 г. по време на управлението на нейния дядо по бащина линия, крал Джордж V. Баща ѝ, тогава херцог на Йорк, а по-късно крал Джордж VI, е втори син на краля. Майка ѝ, херцогинята на Йорк (по-късно кралица-консорт Елизабет Боуз-Лайън), е най-малката дъщеря на шотландския аристократ Клод Джордж Боуз-Лайън, граф на Стратмор и Кингхорн.
Елизабет се ражда чрез цезарово сечение в къщата на дядо си лорд Стратмор в Мейфеър, Лондон. Кръстена е от англиканския архиепископ на Йорк в частен параклис на Бъкингамския дворец на 29 май. Наречена е Елизабет в чест на майка си, Александра на прабаба си по бащина линия Александра Датска, починала 6 месеца по-рано, и Мери на баба си по бащина линия Мери Тек. Наричана „Лилибет“ в тесен семеен кръг, тя се радва на вниманието на дядо си Джордж V, когото нарича „Дядо Англия“; по време на тежкото му боледуване през 1929 г. нейните чести посещения се отразяват в пресата и от по-късните биографи като повдигащи духа на дядо ѝ и помагащи за бързото му оздравяване.
Сестрата на Елизабет, принцеса Маргарет, се ражда през 1930 г. Двете принцеси се обучават у дома под надзора на майка си и гувернантката Марион Крофорд. Уроците им са по история, езици, литература и музика. През 1950 г. Крофорд публикува книга за детските години на Елизабет и Маргарет, озаглавена Малките принцеси. Книгата описва любовта на Елизабет към конете и кучетата, нейното чувство за ред и отговорност. Други хора потвърждават тези наблюдения: Уинстън Чърчил описва Елизабет като „имаща изражение на авторитет, удивителен за дете“, когато е на две годинки. Братовчедка ѝ, Маргарет Роудс, я описва като „весело малко момиченце, но всъщност разумно и с добро поведение“.
- Елизабет на корицата на сп. „Тайм“, април 1929 г.
- Бащата на Елизабет, крал Джордж VI (1895 – 1952)
- Майката на Елизабет, кралица Елизабет Боуз-Лайън (1900 – 2002)
- Сестрата на Елизабет, принцеса Маргарет (1930 – 2002)
- Дядото на Елизабет по бащина линия, крал Джордж V (1865 – 1935)
- Бабата на Елизабет по бащина линия, кралица Мери Тек (1867 – 1953)
- Дядото на Елизабет по майчина линия, Клод Боуз-Лайън (1855 – 1944)
- Бабата на Елизабет по майчина линия, Сесилия Кавендиш-Бентинк (1862 – 1938)

## Престолонаследница
През управлението на дядо си Елизабет е трета в линията на наследяване на трона след чичо си, принца на Уелс Едуард VIII, и баща си, херцога на Йорк. Въпреки че раждането ѝ събужда обществен интерес, не се очаква тя да стане кралица, тъй като принцът на Уелс е все още млад. Много хора вярват, че той ще се ожени и ще има собствени деца. Когато дядо ѝ умира през 1936 г. и Едуард наследява трона, тя става втора по-ред след баща си. По-късно същата година Едуард VIII абдикира, след като предпочита да се ожени за разведената американка Уолис Симпсън, което предизвиква конституционна криза. Впоследствие бащата на Елизабет става крал, а тя – престолонаследничка.
Елизабет е частна ученичка по конституционна история при Хенри Мартен, заместник-ректор на Итън Колидж и научава френски език от поредица гувернантки. Създадена е група от момичета скаути специално, за да може тя да се социализира със свои връстнички. По-късно тя става рейнджърка.
През 1939 г. родителите на Елизабет пътуват до Канада и САЩ. Елизабет остава във Великобритания, тъй като баща ѝ смята, че е твърде малка за публични функции. Елизабет е натъжена, когато родителите ѝ заминават. Те водят редовна кореспонденция и провеждат първия кралски трансатлантически телефонен разговор на 18 май.

### Втора световна война
През септември 1939 г. Великобритания влиза във Втората световна война. Дъглас Хог предлага двете принцеси да бъдат евакуирани в Канада, извън обсега на честите въздушни бомбардировки. Идеята е отхвърлена от кралицата, която заявява: „Децата няма да тръгнат без мен. Аз няма да тръгна без краля. А кралят никога няма да замине.“ Елизабет и Маргарет живеят в замъка Балморал в Шотландия до Коледа на 1939 г., след което са преместени в Сандрингам Хаус в Норфолк. От средата на 1940 г. те живеят в Уиндзорския замък и остават там през по-голямата част от следващите пет години. В Уиндзор принцесите правят пантомими на Коледа в подкрепа на фонда на кралицата, който изкупува прежда за военно облекло. През 1940 г. 14-годишната Елизабет прави първото си изявление по радиото в детско предаване на Би Би Си, обръщайки се към децата, евакуирани от градовете. Тя заявява: „Опитваме се да помагаме според силите си на нашите храбри моряци, войници и летци, както и да носим своя дял от опасностите и мъките на войната. Вссеки един от нас знае, че накрая всичко ще бъде наред“.
През 1943 г. е първата самостоятелна публична поява на Елизабет при посещение на Гренадирската гвардия, в която е назначена за полковник в предходната година. Докато наближава 18-ия ѝ рожден ден, парламентът променя закона, така че тя да може да заеме длъжност като един от петте държавни съветници, в случай че баща ѝ не е способен на това или отсъства, като например когато посещава Италия през юни 1944 г. През февруари 1945 г. тя е назначена за почетен втори субалтерн-офицер в редиците на Женския помощен териториален корпус. Обучава се за шофьор и механик и пет месеца по-късно достига ранг на почетен младши командир (тогавашен женски еквивалент на капитан).
В Деня на победата принцесите Елизабет и Маргарет се смесват инкогнито с празнуващите тълпи по лондонските улици. По-късно Елизабет казва в рядко интервю: „Попитахме родителите ни дали можем да излезем и да видим сами. Спомням си, че бяхме ужасени да не ни разпознаят... Спомням си редици от непознати хора, които хванати за ръце вървяха по Уайтхол, всички ние просто понесени от вълна от щастие и облекчение."
По време на войната се изготвят планове за потискане на уелския национализъм чрез по-тясно сближаване на Елизабет с Уелс. Уелските политици предлагат тя да бъде провъзгласена за принцеса на Уелс на 18-ия ѝ рожден ден. Министърът на вътрешните работи Хърбърт Морисън подкрепя идеята, но кралят я отхвърля, тъй като счита, че тази титла принадлежи единствено на съпругата на Принца на Уелс, а той винаги е престолонаследникът. През 1946 г. тя е обявена за член на Дружеството на бардовете на Националния фестивал на Уелс.
През 1947 г. принцеса Елизабет прави първото си отвъдморско пътешествие, придружавайки родителите си в Южна Африка. По време на пътуването, в обръщение към Британската общност по повод своя 21-ви рожден ден, тя заявява: „Аз заявявам пред всички вас, че целият си живот, бил той дълъг или кратък, ще посветя в услуга на вас и в услуга на нашето велико имперско семейство, към което принадлежим всички ние“.

### Брак
Елизабет среща бъдещия си съпруг, Филип, принц Гръцки и Датски, през 1934 г. и отново през 1937 г. Те са втори братовчеди по линия на Кристиан IX Датски и трети братовчеди по линия на кралица Виктория. След още една среща в Кралския военноморски колеж в Дартмут през юли 1939 г., Елизабет, тогава още на 13 г., казва, че се е влюбила във Филип и двамата започват да си кореспондират.
Тя е на 21 г., когато годежът им е официално обявен на 9 юли 1947 г. Това не минава без противоречия – Филип не е финансово подсигурен, роден е в чужбина (макар и в редиците на Кралските ВМС по време на войната) и има сестри, омъжени за немски благородници с връзки с нацизма. Бившата ѝ гувернантка Марион Крофорд пише: „Някои от съветниците на краля мислеха, че той не е достатъчно добър за нея. Той беше принц без дом или кралство“. По-късните биографи докладват, че майката на Елизабет първоначално не одобрява съюза, наричайки Филип „хун“. Впоследствие обаче майка ѝ казва на биографа Тим Хийлд, че Филип е „английски джентълмен“.
Преди сватбата Филип се отказва от своите гръцки и датски титли, официално сменя гръцкото православие с англиканство и приема обръщението Лейтенант Филип Маунтбатън, приемайки фамилното име на британското семейство на майка си. Малко преди да се ожени, той получава титлата херцог на Единбург и обръщението Негово кралско височество. Елизабет и Филип сключват брак на 20 ноември 1947 г. в Уестминстърското абатство. Тъй като Великобритания все още не е напълно възстановена след войната, Елизабет се нуждае от купони, за да закупи плата за булчинската си рокля, чийто дизайнер е Норман Хартнел. В следвоенна Великобритания близките на херцога на Единбург, включително трите му сестри, не са поканени на сватбата. Херцогът на Уиндзор, бившият крал Едуард VIII, който живее в чужбина, също не е поканен.
Елизабет ражда първото си дете Чарлз на 14 ноември 1948 г. Месец по-рано кралят издава патентно писмо, позволяващо на децата ѝ да използват обръщението и титлата на принц или принцеса, от които иначе биха били лишени, тъй като баща им не е кралски принц. През 1950 г. се ражда второ дете на Елизабет – Ан.
След сватбата си двойката наема имението Уиндълшам Мур близо до Уиндзорския замък до юли 1949 г., когато се нанася в Кларънс Хаус в Лондон. През различни периоди между 1949 и 1951 г. херцогът на Единбург е стациониран в Малта, тогава колония на Великобритания, служейки като офицер от Кралските ВМС. Той и Елизабет живеят с прекъсвания в Малта в продължение на няколко месеца, по-точно във вила „Гуадаманджа“ – къщата под наем на чичото на Филип, лорд Луис Маунтбатън, в селището Гуадаманда в градчето Пиетà. Децата им остават във Великобритания.

## Възкачване и коронация
През 1951 г. здравето на Джордж VI се влошава и Елизабет често го замества на публични мероприятия. Когато посещава Канада и президента Хари Труман във Вашингтон през октомври 1951 г., нейният личен секретар, Мартин Чартърис, изготвя чернова на декларация за наследяване в случай, че кралят почине докато тя пътува. В началото на 1952 г. Елизабет и Филип тръгват на визита в Австралия и Нова Зеландия през Кения. На 6 февруари 1952 г. те тъкмо са се прибрали в кенийската си резиденция, когато пристига вестта за смъртта на краля и за възкачването на Елизабет на трона. Филип съобщава новината на новата кралица. Мартин Чартърис я моли да си избере тронно име, но тя избира да си остане „Елизабет“, така че е наречена Елизабет II. Тя е обявена за кралица във владенията ѝ и кралската свита бързо се прибира във Великобритания. След това семейството се премества в Бъкингамския дворец.
С възкачването на Елизабет на престола изглежда сякаш кралската династия ще започне да използва името на мъжа ѝ Маунтбатън, в съответствие с обичая след брак жената да приема фамилията на мъжа си. Филип предлага Дом Единбург по неговата херцогска титла. Британският министър-председател Уинстън Чърчил и бабата на Елизабет, кралица Мери, поддържат запазването на династията Уиндзор и така на 9 април 1952 г. Елизабет издава указ, гласящ, че името на кралската династия ще продължи да бъде Уиндзор. Херцогът се оплаква: „Аз съм единственият мъж в страната, на който не е позволено да даде името си на децата си“. През 1960 г. за децата на Филип и Елизабет е приета фамилията Маунтбатън-Уиндзор.
По време на подготовката за коронацията принцеса Маргарет казва на сестра си, че желае да се омъжи за Питър Таунзенд, разведен мъж, 16 години по-голям от нея и с две деца от предишния си брак. Кралицата ги моли да изчакат още една година. По думите на Мартин Чартърис „Кралицата естествено симпатизираше на принцесата, но мисля, че се надяваше по някое време любовната история да се изчерпи“. Високопоставените политици са против женитбата, а Църквата на Англия не позволява повторна женитба след развод. Ако Маргарет сключи граждански брак, от нея се очаква да се откаже от правото си на наследяване. В края на краищата тя изоставя плановете си с Таунзенд.
Въпреки смъртта на кралица Мери на 24 март, коронацията на 2 юни 1953 г. върви по план, каквото е и желанието на Мери. Церемонията в Уестминстърското абатство, с изключение на миропомазването и евхаристията, се излъчва за първи път по телевизията. Роклята на Елизабет е избродирана по нейни инструкции с цветните емблеми на страните от Британската общност на нациите.

## Управление
Кралицата е държавен глава на Обединеното кралство, но участието ѝ в управлението е до голяма степен формално. Тя назначава министър-председателя по препоръка на парламента и той я посещава регулярно, за да я информира за текущите събития. За времето на нейното управление са се сменили 15 министър-председателя. Тя одобрява решенията на Тайния съвет и е върховен управител на Църквата на Англия, главнокомандващ британските въоръжени сили и лорд на Ман.
Най-зрелищната публична функция на кралицата е откриването на сесията на парламента, когато тя пристига в разкошна каляска в Камарата на лордовете и чете своята реч, изготвена от министрите в кабинета и очертаваща законодателната програма на правителството.

### Начало
При възкачването си на престола Елизабет е не само кралица, но и глава на Общността на нациите, заменила Британската общност през 1949 г.. След коронацията през юни 1953 г. кралицата и съпругът ѝ правят 7-месечно пътешествие по света, посещават 13 държави и пропътуват над 64 000 km по суша, море и въздух. Тя е първият управляващ монарх, посетил Австралия и Нова Зеландия. По време на обиколката ѝ се събират огромни тълпи от хора. По-късно кралицата прави още стотици държавни визити и обиколки, изобщо тя е държавният глава, посетил най-много държави.
През 1956 г. британският премиер Антъни Идън и френският премиер Ги Моле обсъждат включване на Франция в Общността на нациите, но предложението не е прието. На следващата година Франция подписва Римския договор, който полага основите на Европейската общност, предшественик на Европейския съюз. През ноември 1956 г. в разгара на Суецката криза двете страни нахлуват в Египет, но не успяват да си върнат национализирания Суецки канал. Два месеца по-късно Идън подава оставка. Това предизвиква правителствена криза, тъй като поради липсата на механизъм в Консервативната партия за избор на лидер кралицата трябва да реши кой ще състави следващото правителство. Тя се консултира с видни политици и назначава препоръчания от тях Харолд Макмилан., но това поражда първите по-големи критики срещу кралицата.
Шест години по-късно, през 1963 г., Макмилан подава оставка и Елизабет назначава за министър-председател Алек Дъглас-Хюм. Кралицата отново търпи критики за това, че не е провела по-широки консултации. През 1965 г. консерваторите приемат формален механизъм за избиране на партиен лидер, като така основанието за критика отпада.
През 1957 г. Елизабет прави държавна визита в САЩ и се обръща към Общото събрание на ООН от името на Общността на нациите. По време на същата визита тя открива 23-тия парламент на Канада, и така става първият монарх на Канада, открил парламентарна сесия. През 1961 г. тя посещава Кипър, Индия, Пакистан, Непал и Иран. Преди обиколката ѝ в Квебек през 1964 г. пресата докладва, че екстремисти от Квебекското сепаратистко движение готвят план за убийство на Елизабет. Опит за убийство не е направен, но докато тя е в Монреал, избухват безредици; медиите отбелязват „спокойствието и смелостта на Елизабет пред лицето на насилието“.
Бременността на Елизабет с Андрю и Едуард през 1959 и 1963 г. са сред редките случаи, когато тя не присъства на церемонията по откриването на Британския парламент по време на управлението си. Освен че присъства на традиционните церемонии, тя създава и нови обичаи. По време на обиколката на Австралия и Нова Зеландия през 1970 г. тя за първи път се среща с обикновени хора от публиката.

### Политически реформи и кризи
През 60-те и 70-те години на XX век се ускорява деколонизацията в Африка и Карибския регион. Над 20 държави получават независимост от Великобритания и преминават към самоуправление. Родезия е по-особен случай: през 1965 г. министър-председателят Иън Смит обявява едностранно независимост и страната за република, но решението е прието само на основание позицията на бялото население, без отчитане на мнението на болшинството от чернокожото население и републиката не е призната. Кралицата го освобождава от поста му с официален указ, а ООН въвежда санкции вследствие отказа на властите да признаят правата на чернокожото население. Този режим просъществува над десетилетие до провеждането на избори през 1980 г. и установяването на Зимбабве.
Като прави обиколка на Югославия през октомври 1972 г. Елизабет става първият британски монарх, посетил комунистическа страна. Тя е посрещната на летището от Йосип Броз Тито, а многохилядно множество я приветства в Белград.
През февруари 1974 г. Елизабет е на обиколка из Австронезия, когато настъпва правителствена криза. Министър-председателят Едуард Хийт от Консервативната партия е принуден да свика парламентарни избори, което я принуждава да се завърне спешно. Изборите водят до „висящо“ положение – консерваторите нямат мнозинство в парламента, но могат да образуват коалиция с либералите. Дискусиите за коалиция обаче се провалят, Хийт подава оставка, и кралицата посочва лидера на лейбъристите Харолд Уилсън за министър-председател.
Година по-късно, в разгара на австралийската конституционна криза от 1975 г., австралийският министър-председател Гоф Уитлам е освободен от поста си от генерал-губернатора Джон Кър, след като Сенатът отхвърля бюджета на Уитлам. Председателят на парламента Гордън Скоулс призовава кралицата да отмени решението на Кър. Тя отказва, заявявайки, че няма да се намесва в решенията, отредени на Генерал-губернатора от Конституцията на Австралия. Кризата разпалва австралийския републиканизъм.
През 1977 г. Елизабет отбелязва 25 години (сребърен юбилей) от възкачването на престола. Из Общността на нациите се провеждат партита и чествания, много от които съвпадат с нейните национални обиколки на страните от общността. Празненствата затвърждават популярността на кралицата въпреки отрицателното отразяване от страна на пресата на разделянето на принцеса Маргарет със съпруга ѝ лорд Сноудън. През 1978 г. кралицата приема държавна визита на Николае и Елена Чаушеску във Великобритания, макар тайно да вярва, че имат „кръв по ръцете“. Следващата 1979 г. година е негативна: като комунистически шпионин е разкрит Антъни Блънт, инспектор на Кралската картинна галерия, а през август при бомбен атентат на ИРА е убит родственикът ѝ лорд Маунтбатън.
Според канадския политик и дипломат Пол Мартин старши към края на 1970-те години кралицата започва да се тревожи, че короната има малко значение за премиера на Канада Пиер Елиът Трюдо. Републиканизмът на Трюдо се потвърждава от непочтителното му поведение, както и от премахването на различни кралски символи в Канада по време на управлението му. През 1980 г. канадски политици обсъждат приемането на канадската конституция в Лондон и установяват, че Елизабет е „по-добре информирана... от всеки един от британските политици или бюрократи“. Тя е особено заинтересована от провала на Законопроект C-60, който би повлиял на ролята ѝ на държавен глава.

### 80-те години на XX век
Лятото на 1981 г. преминава под знака на сватбата на принц Чарлз и Даяна Спенсър, наричана от съвременниците сватбата на века и наблюдавана от над 750 милиона души от цял свят по телевизията.
При управлението на правителството на Маргарет Тачър нараства социалното разделение, в страната има висока безработица и избухват поредица от бунтове. Противоречиви са употребата на насилие при потушаването на миньорската стачка, както и отказът на Тачър да наложи санкции срещу режима на апартейд в Южна Африка. Слуховете за неприязън между Тачър и Елизабет II обаче са преувеличени и кралицата удостоява Тачър с две отличия: Орден за заслуги, както и Орден на жартиерата след нейната оставка като министър-председател. Браян Мълроуни, министър-председател на Канада между 1984 и 1993 г., казва, че Елизабет е била „задкулисна сила“ в прекратяването на апартейда.
80-те години са направени и няколко опита за покушение срещу кралицата. По време на тържествения парад със знамена Trooping the Colour през 1981 г., са произведени шест изстрела по кралицата от близко разстояние, докато тя пътува по бул. Мол в Лондон на коня си Бирманец. Полицията по-късно разкрива, че изстрелите са били с халосни патрони. 17-годишният нападател, Маркъс Сарджант, е осъден на пет години затвор и е освободен след три. Спокойствието на кралицата и умението ѝ да овладее коня са широко възхвалявани.
Няколко месеца по-късно, докато посещава Нова Зеландия през октомври, Елизабет става обект на още едно нападение. Документи на новозеландското разузнаване, разсекретени през 2018 г., доказват, че 17-годишният Кристофър Джон Луис произвежда изстрел с пушка към парада в Дънидин от петия етаж на околна сграда, но не уцелва. Луис е арестуван, но е осъден само на три години затвор за незаконно притежание на оръжие. Две години след присъдата си той се опитва да избяга от психиатрична болница с намерението да убие принц Чарлз, който е на посещение в страната с Даяна и сина им принц Уилям.
Още един пробив в сигурността на кралицата е констатиран през юли 1982 г., когато тя се събужда в спалнята си в Бъкингамския дворец лице в лице с неканен гост, Майкъл Фейган. Помощ пристига едва след две обаждания до полицията на двореца, но тя запазва присъствие на духа.
През април 1982 г. започва Фолкландската война, допринесла за вълна от патриотизъм във Великобритания и за победата на Консервативната партия на следващите избори. Кралицата се тревожи за сина си, принц Андрю, който е на действителна служба в британската армия.
Американският президент Роналд Рейгън посещава Великобритания през 1982 г. и кралицата го посреща в Уиндзорския замък. В отговор тя посещава САЩ и ранчото му в Калифорния през 1983 г. и се ядосва, когато през октомври 1983 г. неговата администрация нарежда нахлуване в Гренада, едно от карибските ѝ владения, без да я уведоми.
През 1986 г. Елизабет става първият британски монарх, посетил Китай. Обиколката включва Забранения град, Великата китайска стена и Теракотените воини. На държавен банкет тя се шегува за първия британски пратеник в Китай, изгубил се в морето заедно с писмо на кралица Елизабет I до Император Уанли, и отбелязва, „за щастие пощенските услуги са се подобрили от 1602 г. насам“. Посещението на Елизабет потвърждава обещанието, че суверенитетът над Хонконг ще бъде прехвърлен от Обединеното кралство на Китай през 1997 г.
В края на 80-те години Елизабет става обект на сатира поради участието на някои от по-младите членове на кралското семейство в благотворителното шоу It's a Royal Knockout през 1987 г. В Канада Елизабет публично подкрепя конституционните поправки, предизвикали политически разногласия (т. нар. Meech Lake Accord), което предизвиква критики от противниците на предложените промени, включително от Пиер Трюдо. Същата година избраното правителство на Фиджи е свалено от власт чрез военен преврат. Като монарх на Фиджи Елизабет подкрепя опитите на генерал-губернатора Пеная Ганилау да наложи изпълнителната власт и да договори споразумение. Лидерът на преврата Ситивени Рабука сваля Ганилау и обявява Фиджи за република.

### Десетилетие на турбулентност
В началото на 90-те години на XX век след коалиционната победа във Войната в залива, през май 1991 г., кралицата става първият британски монарх, посетил Американския конгрес.
Следващата 1992 година е изпълнена с неприятности. Републиканските настроения във Великобритания се засилват, разпалвани от спекулации в пресата относно личните ѝ богатства, и новини за изневери и обтегнати бракове в кралското семейство. През март принц Андрю и жена му Сара Фъргюсън се разделят, а Мавриций отхвърля Елизабет като държавен глава. През април принцеса Ан също се развежда. По време на посещение в Германия през октомври ядосани демонстранти в Дрезден я замерват с яйца. През ноември избухва голям пожар в Уиндзорския замък, една от официалните ѝ резиденции. Монархията е изправена пред все повече критики и обществено недоволство. В необичайно лична реч от 24 ноември 1992 г., отбелязваща 40-ата годишнина от възкачването ѝ на престола (Рубинен юбилей), Елизабет я определя като ужасна година (на латински: annus horribilis). и отбелязва, че всяка институция трябва да е готова за критики, но предлага да се подхожда с чувство за хумор, умереност и разбиране. Два дни по-късно премиерът Джон Мейджър обявява реформи в кралските финанси, планирани от предходната година, включващи облагане с данък общ доход за кралицата след 1993 г. и намаляване на т.нар. Цивилна листа (издръжката от правителството). През декември принц Чарлз и жена му Даяна официално се разделят. Годината завършва със съдебен процес. Кралицата дава под съд в. „Сън“ за нарушение на авторското право. Вестникът е откраднал и публикувал текста на нейната коледна реч два дни преди да бъде излъчена официално. Вестникът е принуден да плати глоба и дарява 200 хил. паунда за благотворителност.
През януари 1994 г. Елизабет чупи кост на лявата китка, когато конят, който язди в Сандрингам Хаус, се спъва и пада. През октомври 1994 г. тя става първият управляващ британски монарх, стъпил на руска земя. По време на четиридневното посещение, което се смята за една от най-важните чуждестранни визити по време на управлението на Елизабет, тя и Филип присъстват на събития в Москва и Санкт Петербург.
През следващите няколко години продължават публичните разкрития относно проблемния брак на Чарлз и Даяна. След като се съветва с принц Филип, Джон Мейджър, архиепископа на Кентърбъри и личния си секретар Робърт Фелоус, в края на декември 1995 г. Елизабет се съгласява че разводът на Чарлз и Даяна е за предпочитане и те се развеждат през август 1996. Само година по-късно, през август 1997 г., Даяна загива в автомобилна катастрофа в Париж. По това време кралицата е на почивка в Балморал и внуците ѝ Уилям и Хари са с нея. След кратко посещение на църква обаче в продължение на пет дни семейството остава в Балморал, където могат да скърбят на спокойствие и не откликват на интензивния интерес на медиите. Тази липса на изявления и особено пропускът да се свали наполовина знамето над Бъкингамския дворец в знак на траур подклажда негодувание в обществото. Принудена от враждебната реакция, кралицата се съгласява да се върне в Лондон и ден преди погребението на Даяна прави изявление по телевизията, в което изразява уважението си към Даяна и чувствата си на баба към двата принца и така до голяма степен неутрализира публичното недоволство.
През октомври 1997 г. Елизабет и принц Филип правят държавно посещение в Индия, което включва и посещение на мястото на кръвопролитието от 13 април 1919 г. в Амритсар, за да отдадат почит на жертвите. Протестиращите скандират „Кралица убиец, върви си“ и отправят искания тя да се извини за действията на британските войски отпреди 78 години. На мемориала в парка тя и херцогът отдават почитта си, като полагат венец и запазват 30-секундно мълчание. В резултат на това гневът се смекчава и протестите са отменени. През ноември 1997 г. кралицата и съпругът ѝ дават прием в Банкетната къща, отбелязвайки златен юбилей от сватбата си. Тя изнася реч и хвали Филип като съпруг, наричайки го „моята сила и опора“.
През 1999 се засилва движението за по-голяма самостоятелност (деволюция) на съставните части на Обединеното кралство и кралицата открива официално новоизбраните законодателни органи: Националното събрание на Уелс (Senedd) в Кардиф през май и Шотландския парламент (Scots Pairlament) в Единбург през юли.

### Начало на третото хилядолетие
Посрещането на третото хилядолетие (милениум) е съпроводено с пищни празненства. В навечерието му Елизабет и херцогът на Единбург се качват на кораб от Садърк, пътуващ за Купола на хилядолетието. Преди да мине под Тауър Бридж, Елизабет запалва Националния фар на хилядолетието с помощта на лазерна факла. Малко преди полунощ тя официално открива Купола. По време на пеенето на химна Auld Lang Syne Елизабет се държи за ръце с херцога и британския премиер Тони Блеър.
През 2002 г. Елизабет отбелязва златен юбилей (50 години) от възкачването си на престола. Сестра ѝ Маргарет и майка ѝ Елизабет умират съответно през февруари и март и медиите спекулират дали това няма да попречи на празненствата, но на тридневните юбилейни празненства в Лондон всеки ден присъстват по един милион души, а общественият ентусиазъм се оказва по-голям от очакваното. Кралицата отново предприема голямо пътешествие сред владенията си, което започва в Ямайка през февруари, където определя банкета за сбогуване като „запомнящ се“, след като токът спира и официалната кралска резиденция на генерал-губернатора потъва в мрак. Както и през 1977 г., и сега има улични фиести и възпоменателни мероприятия в чест на събитието.
През май 2007 г. в. „Дейли Телеграф“, цитирайки анонимни източници, докладва, че кралицата е „раздразнена и разочарована“ от политиките на премиера Тони Блеър, защото се притеснява, че въоръжените сили на Великобритания са пренатоварени в Ирак и Афганистан, а също така е повдигнала към Блеър въпроси относно проблеми в селските райони. Въпреки това тя се радва на усилията на Блеър за постигане на мир в Северна Ирландия. Тя става първият британски монарх, отпразнувал диамантена сватба през ноември 2007 г.
През 2010 г. кралицата се обръща към Генералната асамблея на ООН за втори път, отново в качеството си на глава на Общността на нациите. Генералният секретар на ООН, Пан Ки-мун, я представя като „котва на нашата епоха“. По време на визитата си в Ню Йорк, предшествана от обиколка на Канада, тя официално открива мемориална градина за британските жертви от 11 септември. Посещението на кралицата в Австралия през октомври 2011 г. (16-ото ѝ поред посещение след 1954 г.) е наречено „обиколка за сбогуване“ в пресата поради напредналата ѝ възраст. През май 2011 г. кралицата прави първата държавна визита от британски монарх в Република Ирландия по покана на ирландската президентка Мери Макелис

### Диамантен юбилей и рекорди по дълголетие
Диамантеният юбилей на Елизабет през 2012 г. отбелязва 60 години от възкачването ѝ, а празненства се провеждат из всичките ѝ владения. Тя и съпругът ѝ се отправят на дълга обиколка из Великобритания, докато децата и внуците им потеглят на кралски обиколки от нейно име из другите страни от Общността. На 4 юни по целия свят са запалени юбилейни огньове. Докато обикаля Манчестър като част от празненствата, Елизабет прави изненадваща поява на сватбено тържество в кметството на Манчестър. През ноември кралицата и съпругът ѝ отпразнуват своята сапфирена сватба. На 18 декември тя става първият британски суверен, присъствал на заседание на Кабинета в мирно време след Джордж III през 1781 г.
Кралицата открива Летните олимпийски игри през 2012 г. в Лондон, като така става първият държавен глава, открил два пъти олимпийски игри в две отделни държави (преди това Летните олимпийски игри през 1976 г. в Монреал). В Лондон като част от церемонията по откриването тя играе в късометражен филм заедно с Даниъл Крейг в ролята на Джеймс Бонд и „извършва“ зрелищен скок с парашут. На 4 април 2013 г. Елизабет получава почетна награда BAFTA за покровителството си на филмовата индустрия и е определена като „най-запомнящото се момиче на Джеймс Бонд към момента“.
Поради напредналата си възраст и нуждата да ограничава пътуванията си, през 2013 г. тя за пръв път от 40 години не присъства на събранието на ръководителите на Общността на нациите в Шри Ланка и е представена от принц Чарлз.
По дълголетие на престола Елизабет задминава кралица Виктория като най-дълго живелият британски монарх още на 21 декември 2007 г., а на 9 септември 2015 г. става най-дълго управлявалата жена-монарх и държавен глава в света. Тя е и най-дълго управлявалият суверен в съвременната история на Канада. След като Абдула бин Абдул Азис умира на 23 януари 2015 г., Елизабет остава най-възрастният монарх в света. След смъртта на тайландския крал Пхумипхон Адунядет (крал Рама IX) на 13 октомври 2016 г. тя става най-дълго управлявалият жив монарх в света. След оставката на Робърт Мугабе на 21 ноември 2017 г. тя става и най-възрастният държавен глава в света. На 6 февруари 2017 г. тя става първият британски монарх, отбелязал сапфирен юбилей (65 години) на престола, а на 20 ноември става първият британски монарх с платинена годишнина от сватбата. Съпругът ѝ принц Филип се оттегля от официалните си задължения през август 2017 г.
На 20 април 2018 г. правителствените ръководители на Общността на нациите обявяват, че тя ще бъде наследена от Чарлз като глава на Общността на нациите, което тя е заявила като „искрено желание“. Тя претърпява операция на катаракта през май 2018 г. През март 2019 г. се отказва да шофира, до голяма степен в резултат на автомобилната катастрофа с участието на съпруга ѝ два месеца по-рано.

### Пандемия от Covid-19
На 19 март 2020 г., когато пандемията от COVID-19 обхваща и Обединеното кралство, Елизабет се мести в замъка Уиндзор и се изолира там като предпазна мярка. Обществените ѝ ангажименти са отменени и персоналът следва строг санитарен протокол, наречен "HMS Bubble".
На 5 април, в телевизионно предаване, гледано от приблизително 24 млн. зрители в Обединеното кралство, тя моли хората „да се успокоят, че макар да имаме още какво да изтърпим, ще дойдат по-добри дни: отново ще бъдем с приятелите си; отново ще бъдем със семействата си; ще се срещнем отново." На 8 май, 75-та годишнина от Деня на победата, в телевизионно предаване в 21 часа – точното време, в което баща ѝ Джордж VI се обръща към нацията на същия ден през 1945 г., тя призовава хората „никога да не се предават, никога да не се отчайват". През октомври тя предприема първия си публичен ангажимент от началото на пандемията. На 4 ноември се появява за първи път публично с маска по време на частно поклонение на гробницата на Незнайния воин в Уестминстърското абатство, за да отбележи стогодишнината му. През 2021 г. тя е ваксинирана срещу COVID-19 с две дози, съответно през януари и април.
На 9 април 2021 г. умира принц Филип и Елизабет става вторият британски монарх, управлявал като вдовица или вдовец след кралица Виктория. Съобщава се, че тя е до него, когато той издъхва и в частен разговор отбелязва, че смъртта му е „оставила огромна празнина“. Поради ограниченията за COVID-19, действащи в Англия по това време, Елизабет е сама на погребението му, което предизвиква съчувствие у хората по цял свят. В коледното си обръщение през същата година тя отдава лична почит на своя „любим Филип“, като казва: „Този палав, питащ блясък бе толкова ярък в края, колкото когато го видях за първи път“.
Въпреки пандемията през май 2021 г. Елизабет открива парламента и присъства на 47-ата среща на върха на G7 през юни. На 5 юли, на 73-ата годишнина от основаването на Националната здравна служба на Обединеното кралство (NHS), тя обявява, че NHS ще бъде наградена с Георгиев кръст, за да „почете целия персонал на NHS, минал и настоящ, във всички сфери и в четирите нации“. През октомври 2021 г. Елизабет започва да използва бастун по време на публични ангажименти. След престой в болницата по здравословни причини на 20 октомври посещенията ѝ в Северна Ирландия, срещата на върха COP26 в Глазгоу и Националната служба за възпоменание за 2021 г. са отменени.

### Платинен юбилей
На 6 февруари 2022 г. се навършват 70 години от възкачването ѝ на трона, отбелязвайки платинения юбилей на управлението ѝ. В приветствието си за случая Елизабет II подновява обещанието си за доживотна обществена служба, което е дала през 1947 г.
По-късно същия месец Елизабет има „леки симптоми, подобни на настинка“ и дава положителна проба за COVID-19 заедно с някои служители и членове на семейството. Тя отменя две виртуални аудиенции на 22 февруари, но провежда телефонен разговор с министър-председателя Борис Джонсън на следващия ден поради нападението на руско-украинската граница, след което оказва подкрепа с дарение в полза на Украйна. На 28 февруари е съобщено, че Елизабет се е възстановила и е със семейството си. На 7 март Елизабет се среща с канадския премиер Джъстин Трюдо в замъка Уиндзор, в първия ѝ личен ангажимент след болестта. По-късно тя отбелязва, че коронавирусната инфекция „прави човек много уморен и изтощен.“
Елизабет присъства на възпоменателната служба за принц Филип в Уестминстърското абатство на 29 март, но пропуска други религиозни служби през април, както и официалното откриване на парламента през май. Това се случва за първи път от 59 години (тя не присъства през 1959 и 1963 г., тъй като е бременна съответно с принц Андрю и принц Едуард). В нейно отсъствие парламентът е открит от Чарлз и Уилям като държавни съветници. На 17 май Елизабет официално открива хибридна железопътна линия за бърз транзит между Централен Лондон и неговите предградия, наречена на нейно име Elizabeth line –
По време на тържествата по случай платинения юбилей Елизабет се появява само на балкона и пропуска Националната служба на благодарност в катедрала „Сейнт Пол“. За юбилейния концерт Platinum Party at the Palace тя участва във видеоклип с Мечето Падингтън, с който се открива концертът пред Бъкингамския дворец. На 13 юни 2022 г. тя става вторият най-дълго управлявал монарх в историята сред онези, чиито точни дати на управление са известни, със 70 години и 127 дни на управление – изпреварвайки крал Пхумипхон Адунядет от Тайланд.
Елизабет никога не е планирала да абдикира, въпреки че поема по-малко обществени ангажименти с напредването на възрастта и принц Чарлз поема все повече от нейните задължения.

## Смърт
На 6 септември кралицата приема оставката на Борис Джонсън и назначава Лиз Тръс да го наследи като министър-председател на Обединеното кралство в замъка Балморал (където е на почивка) в нарушение на традицията, понеже това обикновено се прави в Бъкингамския дворец. На 7 септември тя трябва да присъства на онлайн среща на Тайния съвет на Обединеното кралство, за да положат клетва новите министри в правителството на Тръс, но срещата е отменена, след като лекарите съветват кралицата да почива.
На 8 септември 2022 г. е съобщено, че Елизабет II остава под медицинско наблюдение в замъка Балморал поради загриженост за състоянието ѝ. Изявлението гласи: „След допълнителна оценка тази сутрин лекарите на кралицата са загрижени за здравето на Нейно Величество и препоръчаха тя да остане под медицинско наблюдение. Кралицата остава в Балморал.“ Четирите деца на Елизабет, заедно със снахите ѝ и внуците принц Уилям и принц Хари, пътуват до Балморал. Смъртта ѝ е потвърдена същата вечер в 18:30. Това поставя началото на плановете „Лондон Бридж“ (в случай на смърт)) и „Еднорог“ – планът за погребението ѝ, който включва обявяването на нейната смърт, периода на официален траур и подробностите за нейното държавно погребение. Планът е създаден още през 60-те години на XX век и е преразглеждан многократно в годините преди нейната смърт.
Около 250 000 души засвидетелстват почитта си към покойната британска кралица Елизабет II по време на поклонението в Уестминстър хол в Лондон по думите на британската министърка на културата Мишел Донелан.
По пътя на ковчега на кралицата от Шотландия към Лондон, в катедрала „Сейнт Джайлс“ в Единбург е направен престой на тленните останки с постоянна охрана от Кралската компания на стрелците – бодигардовете на кралицата за Шотландия. В 19:40 часа на 12 септември 2022 г. към тях се присъединяват децата ѝ Чарлз, Ан, Андрю Йоркски и Едуард, които оказват почит при ковчега в продължение на десет минути. Кралската принцеса Ан влиза в историята като първата жена, участвала в церемонията.
Като част от погребението на покойната кралица в Лондон, в 19:30 BST на 16 септември 2022 г., четирите ѝ деца бдят за втори път. Всички са във военна униформа, като Кралят и Херцогът на Йорк носят церемониални дневни облекла на Кралския флот, Кралската принцеса носи пълната униформа на полковник от конен полк Блус и Роялс, а Едуард е в парадна униформа номер 1 на почетен полковник от Кралските уесекски йомани.
На следващия ден нейните осем внуци: Уилям, принц на Уелс, принц Хари, херцог на Съсекс, Питър Филипс, Зара Тиндал, принцеса Беатрис, принцеса Юджини, лейди Луиз Уиндзор и Джеймс, виконт Севърн бдят над ковчега на баба си. По искане на Краля и Принцът на Уелс, и Херцогът на Съсекс са в униформи, като и двамата носят униформа номер 1 на конния полк Блус и Роялс, докато Питър Филипс и виконт Севърн носи черен сутрешен костюм с медали, а жените са с черни официални рокли

За разлика от бдението, което се състои през 2002 г. за смъртта на Кралицата-майка, кралското семейство не сменя нито един от гвардейците, които стоят на стража при ковчега на кралицата. На всяко бдение кралското семейство заема страните на ковчега, докато дежурните гвардейци остават на мястото си в ъглите. Всяко бдение продължава 15 минути или по-малко, докато смяната на караула се извършва на всеки двадесет минути. Освен това членовете на кралското семейство стоят едно стъпало над гвардейците. 
Погребалната церемония се състои на 19 септември 2022 г. Уестминстърското абатство в 11 часа местно време в присъствието на членове на Британското кралско семейство, хиляди високопоставени лидери и политици от цял свят, сред които българският президент Румен Радев и Симеон Сакскобурготски. Тленните останки са положени в Мемориалния параклис „Крал Джордж VI“ на параклиса „Сейнт Джордж“ в Уиндзорския замък; по-късно там вечерта е направено погребение в тесен кръг, ръководено от Главния свещеник на Уиндзор. В мемориалният параклис са погребани родителите ѝ крал Джордж VI и кралица Елизабет, сестра ѝ принцеса Маргарет и съпругът ѝ принц Филип.

## Личност

### Убеждения, дейности и интереси
Елизабет II успява да държи обществеността на разстояние от личния си живот. Тя е първият монарх, който изпраща децата си в интернати, за да ги спаси от вечно дебнещите медии. Има силно развито чувство за дълг и прилежност и ръководи умело и ефективно кралските дела. Нейните познания относно световната обстановка са толкова големи, че Уинстън Чърчил заявява при оттеглянето си: „Аз несъмнено ще съветвам моя наследник да си подготвя домашното старателно преди аудиенция при кралицата“. Чърчил е министър и премиер при четирима монарси и е впечатлен от знанията и остроумието на Елизабет. Тя притежава чувство за хумор, което ѝ помага да се държи достойно в обществото.
Елизабет II рядко дава интервюта и малко говори за личните си чувства. Тя не изразява публично политически възгледи. Когато журналистът от в. „Таймс“ Пол Рутлидж я пита за мнението ѝ относно стачката на миньорите от 1984 – 85 г., тя отговаря, че „всичко опира да един човек“ (имайки предвид Артър Скаргил), с което Рутлидж не се съгласява. Широко критикуван в медиите за задаването на въпроса, Рутлидж казва, че първоначално не е трябвало да присъства на кралското посещение и не е бил запознат с протокола. След референдума за независимост на Шотландия през 2014 г. министър-председателят Дейвид Камерън заявява, че Елизабет е доволна от резултата. Както се твърди, тя е направила кодирано публично изявление за референдума, като е казала на жена пред църквата в Балморал, че се надява хората да помислят „много внимателно“. По-късно става ясно, че Камерън изрично е поискал от нея да изрази тревогата си.
Елизабет II притежава дълбоко чувство за религиозен и граждански дълг и приема сериозно своята коронационна клетва. Освен официалната си религиозна роля като върховен управител на установената църква на Англия, тя е член на тази църква, а също и на националната църква на Шотландия. Тя демонстрира подкрепа за междурелигиозните отношения и се среща с водачи на други църкви и религии, включително с петима папи: Пий XII, Йоан XXIII, Йоан Павел II, Бенедикт XVI и Франциск. Пример за нейната вяра, често присъстваща в годишното ѝ коледно послание, излъчено до Общността на нациите, е заявлението (2000 г.): „За много от нас нашата вяра е от основно значение. За мен учението на Христос и моята лична отговорност пред Бога осигуряват рамката, в която се опитвам да водя живота си. Аз, както много от вас, съм черпила голяма утеха в трудни времена от думите и примера на Христос“.
Елизабет II е патрон на повече от 600 организации и благотворителни организации. Фондацията за благотворителна помощ изчислява, че тя е помогнала да се наберат над 1,4 млрд. паунда за своя патронаж по време на своето управление.
Основните ѝ интереси в свободното време включват езда и кучета, особено нейните уелски коргита пембрук. Любовта ѝ към коргитата датира още от 1933 г. с Дуки, първото корги, собственост на семейството ѝ.

### Медиен образ и популярност
През 50-те години на XX век, като млада жена в началото на управлението си, Елизабет II е изобразявана като бляскава „кралица от приказките“. След травмите от Втората световна война настъпва период на надежда за напредък и постижения, възвестяващ „нова Елизабетинска епоха“. Мнението на лорд Олтринчам през 1957 г., че стилът на нейните речи е като на „горделива ученичка“, е рядък пример за критика. В края на 60-те години монархията се стреми да се модернизира и поръчва телевизионния документален филм „Кралско семейство“, както и предаване на живо по телевизията инвеститурата на Чарлз като принц на Уелс.
Облеклото на Елизабет има разпознаваем, характерен стил, движен повече от функцията, отколкото от модата. Тя се облича с оглед на това, което е подходящо, а не това, което е на мода. На публични места носи предимно едноцветни палта и декоративни шапки, което позволява да бъде забелязана лесно в тълпата. Нейните дрехи се изработват от петима шивачи, шивачка и модистка.
На сребърния юбилей на Елизабет II през 1977 г. народът и празненствата са истински ентусиазирани. През 80-те години публичната критика към кралското семейство се засилва, тъй като личният и професионалният живот на членовете му попадат във фокуса на британската преса. Появяват се редица сензационни истории, макар че не всички са верни. Вестникарският редактор Доналд Трелфорд пише във в. „Обзървър“ на 21 септември 1986 г.: „Кралската сапунена опера вече достигна такава степен на обществен интерес, че границата между факти и измислици е изгубена... не става въпрос само за това, че някои вестници не проверяват фактите или не приемат опровержения: те изобщо не се интересуват дали историите са верни или не."
През 90-те години републиканските настроения нарастват, а популярността на кралицата пада до най-ниската си точка. Под натиска на общественото мнение тя започва да плаща данък върху доходите си за първи път и отваря Бъкингамския дворец за обществени посещения.

### Републиканизъм и монархизъм
Въпреки че подкрепата за републиканизма във Великобритания изглежда по-висока откогато и да било в паметта на живите, републиканската идеология все още се поддържа от малцинство и самата Елизабет има висок рейтинг на одобрение. Критиките са насочени към самата институция на монархията и поведението на семейството, а не към собственото ѝ поведение и действия. Недоволството от монархията достига своя връх след смъртта на Даяна, въпреки че личната популярност на Елизабет, както и общата подкрепа за монархията, се възстановяват след нейното телевизионно обръщение към обществеността пет дни след смъртта на Даяна.
През ноември 1999 г. в Австралия се провежда референдум за бъдещето на австралийската монархия и резултатът е нейното запазване. Много републиканци приписваттози резултат на личната популярност на Елизабет. През 2010 г. министър-председателят Джулия Гилард отбелязва, че в Австралия има „дълбока привързаност“ към Елизабет и че втори референдум за монархията не е на дневен ред. Следващият премиер на Австралия Малкълм Търнбул, който ръководи републиканската кампания през 1999 г., също вярва, че австралийците няма да гласуват за република докато тя е жива. „Тя е изключителен държавен глава“, казва Търнбул през 2021 г., „и мисля, честно казано, че в Австралия има повече елизабетинци отколкото монархисти“. По подобен начин референдумите в Тувалу през 2008 г. и в Сейнт Винсент и Гренадини през 2009 г. показват, че гласоподавателите отхвърлят предложението да станат републики.
Проучванията във Великобритания през 2006 г. и 2007 г. разкриват силна подкрепа за монархията, а през 2012 г., (Диамантения юбилей), нейният рейтинг на одобрение достига 90 процента. Семейството ѝ отново е подложено на критики през последните няколко години от живота ѝ поради връзката на сина ѝ Андрю с осъдените сексуални престъпници Джефри Епстийн и Гилейн Максуел и проблемите с нейния внук Хари и съпругата му Меган Маркъл, които се отказват от кралската функция и се местят в Съединените щати. Въпреки че не е така масова, различни проучвания показват, че популярността на монархията остава висока във Великобритания по време на Платинения юбилей, като личната популярност на Елизабет остава особено силна. Към 2021 г. тя е третата жена, на която най-много се възхищават в света според годишното проучване на Галъп, а нейните 52 появявания в списъка означават, че е била в челната десетка повече от всяка друга жена в историята на проучването.
Елизабет II е изобразявана в изкуството от много забележителни творци, включително художниците Пиетро Анигони, Питър Блейк, Чинве Чукуого-Рой, Терънс Кунео, Люшън Фройд, Ролф Харис, Деймиън Хърст, Джулиет Панет и Тай-Шан Ширенберг. Сред известните фотографи на Елизабет са Сесил Битън, Юсуф Карш, Ануар Хюсейн, Ани Лейбовиц, лорд Личфийлд, Тери О'Нийл, Джон Суонел и Дороти Уайлдинг. Първата официална портретна снимка на Елизабет е направена от Маркъс Адамс през 1926 г.

## Брак и потомство
Елизабет се омъжва един път:
∞ 21 ноември 1947 в Уестминстърското абатство, Лондон за принц Филип Гръцки и Датски (* 10 юни 1921, Корфу, Кралство Гърция, † 9 април 2021, Уиндзор, Великобритания), син на принц Андрей Гръцки и Датски и съпругата му принцеса Алис Батенберг. Двамата имат трима сина и една дъщеря:
- Чарлз Филип Артър Джордж (* 14 ноември 1948, Бъкингамски дворец, Лондон, Великобритания), от 8 септември 2022 г. крал и държавен глава на Обединеното кралство Великобритания и Северна Ирландия и на кралствата от Общността на нациите под името Чарлз III; ∞ 1. 29 юли 1981 в Катедрала „Свети Павел“ в Лондон (развод 28 август 1996) за лейди Даяна Спенсър (* 1 юли 1961, Сандрингам, Великобритания, † 31 август 1997, Париж, Франция), дъщеря на Едуард Джон Спенсър, виконт Алтроп, 8-и граф Спенсър, и първата му съпруга Франсис. Имат двама сина: Уилям Артър Филип Луис (* 21 юни 1982, Лондон, Великобритания), принц на Уелс и Хенри Чарлз Албърт Дейвид, познат като „Принц Хари“ (* 15 септември 1984, Лондон), херцог на Съсекс. ∞ 2. 9 април 2005 в Уиндзор Гилдхол, Лондон за Камила Паркър Боулс (* 17 юли 1947, Лондон), от която няма деца.
- Ан Елизабет Алис Луиз (* 15 август 1950, Кларънс Хаус, Лондон. Великобритания), кралска принцеса; ∞ 1. 14 ноември 1973 (развод 28 април 1992) в Уестминстърското абатство за Марк Филипс, офицер, от когото има син и дъщеря: Питър Марк Андрю Филипс (* 15 ноември 1977) и Зара Ан Елизабет Филипс, по мъж Тиндал (* 15 май 1981) 2. 12 декември 1992 в Белътър, Шотландия за сър Тимъти Джеймс Хамилтън Лорънс, командир от Кралската флота, бъдещ вицеадмирал, от когото няма деца.
- Андрю Албърт Крисчън Едуард (* 19 февруари 1960, Бъкингамски дворец, Лондон), принц, херцог на Йорк; ∞ 23 юли 1983 (развод 30 май 1996) в Уестминстърското абатство в Лондон за Сара Фъргюсън, от която има две дъщери: Беатрис Елизабет Мери (* 8 август 1988) и Юджини Виктория Хелена (* 23 март 1990)
- Едуард Антъни Ричард Луи (* 10 март 1964, Бъкингамски дворец, Лондон), принц, граф на Уесекс; ∞ 19 юни 1999 в Уиндзорския замък за Софи Рис-Джоунс, от която има дъщеря и син: Луиз Алис Елизабет Мери (* 8 ноември 2003), лейди и Джеймс Александър Филип Тео (* 17 декември 2007), виконт Севърн.

## Родословие
|  |                           |  |  |  |  |  |  |  |  |  |  |  |  |
|  | Едуард VII                |  |  |  |  |  |  |  |  |  |  |  |  |
|  |                           |  |  |  |  |  |  |  |  |  |  |  |  |
|  |                           |  |  |  |  |  |  |  |  |  |  |  |  |
|  | Джордж V                  |  |  |  |  |  |  |  |  |  |  |  |  |
|  |                           |  |  |  |  |  |  |  |  |  |  |  |  |
|  |                           |  |  |  |  |  |  |  |  |  |  |  |  |
|  | Александра Датска         |  |  |  |  |  |  |  |  |  |  |  |  |
|  |                           |  |  |  |  |  |  |  |  |  |  |  |  |
|  |                           |  |  |  |  |  |  |  |  |  |  |  |  |
|  | Джордж VI                 |  |  |  |  |  |  |  |  |  |  |  |  |
|  |                           |  |  |  |  |  |  |  |  |  |  |  |  |
|  |                           |  |  |  |  |  |  |  |  |  |  |  |  |
|  | Франц фон Тек             |  |  |  |  |  |  |  |  |  |  |  |  |
|  |                           |  |  |  |  |  |  |  |  |  |  |  |  |
|  |                           |  |  |  |  |  |  |  |  |  |  |  |  |
|  | Мери Тек                  |  |  |  |  |  |  |  |  |  |  |  |  |
|  |                           |  |  |  |  |  |  |  |  |  |  |  |  |
|  |                           |  |  |  |  |  |  |  |  |  |  |  |  |
|  | Мария Аделаида Кембриджка |  |  |  |  |  |  |  |  |  |  |  |  |
|  |                           |  |  |  |  |  |  |  |  |  |  |  |  |
|  |                           |  |  |  |  |  |  |  |  |  |  |  |  |
|  | Елизабет II               |  |  |  |  |  |  |  |  |  |  |  |  |
|  |                           |  |  |  |  |  |  |  |  |  |  |  |  |
|  |                           |  |  |  |  |  |  |  |  |  |  |  |  |
|  | Клод Боуз-Лайън           |  |  |  |  |  |  |  |  |  |  |  |  |
|  |                           |  |  |  |  |  |  |  |  |  |  |  |  |
|  |                           |  |  |  |  |  |  |  |  |  |  |  |  |
|  | Клод Джордж Боуз-Лайън    |  |  |  |  |  |  |  |  |  |  |  |  |
|  |                           |  |  |  |  |  |  |  |  |  |  |  |  |
|  |                           |  |  |  |  |  |  |  |  |  |  |  |  |
|  | Франсис Боуз-Лайън        |  |  |  |  |  |  |  |  |  |  |  |  |
|  |                           |  |  |  |  |  |  |  |  |  |  |  |  |
|  |                           |  |  |  |  |  |  |  |  |  |  |  |  |
|  | Елизабет Боуз-Лайън       |  |  |  |  |  |  |  |  |  |  |  |  |
|  |                           |  |  |  |  |  |  |  |  |  |  |  |  |
|  |                           |  |  |  |  |  |  |  |  |  |  |  |  |
|  | Чарлз Кавендиш-Бентлинк   |  |  |  |  |  |  |  |  |  |  |  |  |
|  |                           |  |  |  |  |  |  |  |  |  |  |  |  |
|  |                           |  |  |  |  |  |  |  |  |  |  |  |  |
|  | Сесилия Боуз-Лайън        |  |  |  |  |  |  |  |  |  |  |  |  |
|  |                           |  |  |  |  |  |  |  |  |  |  |  |  |
|  |                           |  |  |  |  |  |  |  |  |  |  |  |  |
|  | Луиза Кавендиш-Бентлинк   |  |  |  |  |  |  |  |  |  |  |  |  |
|  |                           |  |  |  |  |  |  |  |  |  |  |  |  |
|  |                           |  |  |  |  |  |  |  |  |  |  |  |  |

## Обяснителни бележки
1. ↑  Като управляващ монарх Елизабет II обикновено не използва фамилно име, но когато е необходимо, то е Уиндзор (Windsor). Вж. "The Royal Family name". Official website of the British monarchy. Архивирано от оригинала на 15 февруари 2009 г. Посетено на 3 февруари 2009 г.
2. ↑  Броят на кралствата на Британската общност варира по време на нейното управление; в допълнение към Обединеното кралство, другите 14 кралства към момента на нейната смърт са: Антигуа и Барбуда, Австралия, Бахамски острови, Белиз, Канада, Гренада, Ямайка, Нова Зеландия, Папуа Нова Гвинея, Сейнт Китс и Невис, Сейнт Лусия, Сейнт Винсент и Гренадини, Соломонови острови и Тувалу.
3. ↑  Нейни кръстници са крал Джордж V и кралица Мери, лорд Стратмор, и др.
4. ↑  Телевизионното отразяване на коронацията повишав популярността на медията в Обединеното кралство; броят на закупените телевизионни лицензи се удвоява до 3 милиона и повече от 20 милиона британски зрители гледат за първи път телевизия в домовете на свои приятели или съседи. В Северна Америка почти 100 милиона зрители гледат предаването на запис.
5. ↑  Единственото предишно държавно посещение на британски монарх в Русия е направено от крал Едуард VII през 1908 г. Кралят обаче не е слизал на брега и се е срещал с цар Николай II на кралски яхти край балтийското пристанище на днешния Талин, Естония
6. ↑  През 1919 г., в отговор на изключването на Махатма Ганди от посещение в Пенджаб, тайното депортиране на Сайфудин Китчлу и Сатяпал на 10 април и реакциите на Закона Роулат, индийците в Пенджаб се събират на протест. Сутринта на 13 април 1919 г., под звуците на военни барабани из града градските глашатаи четат заповед на бригаден генерал Реджиналд Дайър: градът да не с напуска без разрешително, забранени са „шествия от всякакъв вид“ и всякакво събиране на повече от четирима души. Заявено е, че „всеки човек, намерен на улицата след 20 часа, ще бъде застрелян“. Съобщенията идват на фона на шум и необичайна жега, пропускайки ключови места из града, което означава, че известието не е широко разпространено. Дайър впоследствие е информиран в 12:40 часа същия ден, че ще се проведе политическо събрание в историческите градини Jallianwala Bagh. В момента, когато Дайър пристига с 90 военни части от [[сикх|]]и, гурки, белуджи, раджпути, се е събрало множество от 20 хил. души: оратори, слушатели, излезли на пикник, мъже, жени и деца от всички възрасти, включително сикхи, индуси, мюсюлмани и християни. Дайър заповядва на войските си да стрелят по хората. Изстреляни са 1650 патрона и броят на убитите и ранените е обект на спорове.
7. ↑  Присъстват и съпрузите им Камила, Софи Рис-Джоунс и сър Тимъти Лорънс, както и първият братовчед на кралицата – принц Ричард (херцог на Глостър).
8. ↑  Присъстват също съпрузите и съпругите на децата на кралицата, кралицата-консорт Камила, Софи – графиня на Уесекс и Форфар и сър Тимъти Лорънс, както и шестима от внуците на кралицата и техните съпрузи и съпруги, четирима от нейните правнуци и няколко от братовчедите ѝ.
9. ↑  Присъстват също графът и графинята на Уесекс и Форфар: принц Едуард и съпругата му Софи Рис-Джоунс.

## Библиографски бележки
1. ↑  Queen's birthday: Queen Elizabeth II's life in 92 facts. BBC //   8 юни 2018 г. Посетен на 6 март 2019 г. She is a descendant of the House of Saxe-Coburg and Gotha, which was renamed the House of Windsor during World War One (на британски английски)
2. ↑  Queen's birthday: Queen Elizabeth II's life in 92 facts. BBC //   8 юни 2018 г. Посетен на 6 март 2019 г. (на британски английски)
3. ↑  Queen's birthday: Queen Elizabeth II's life in 92 facts. BBC //   8 юни 2018 г. Посетен на 6 март 2019 г. Her parents were... Lady Elizabeth Bowes-Lyon (на британски английски)
4. ↑  Queen's birthday: Queen Elizabeth II's life in 92 facts. BBC //   8 юни 2018 г. Посетен на 6 март 2019 г. Once Elizabeth turned 21, her engagement to the Duke of Edinburgh was officially announced and they got married on November 20 1947 in Westminster Abbey (на британски английски)
5. ↑  "No. 33153". The London Gazette. 21 April 1926. p. 1.
6. ↑  Bradford, с. 22; Brandreth, с. 103; Marr, с. 76; Pimlott, с. 2 – 3; Lacey, с. 75 – 76; Roberts, с. 74
7. ↑  Hoey, с. 40
8. ↑  Brandreth, с. 103
9. ↑  Pimlott, с. 12
10. ↑  Lacey, с. 56; Nicolson, с. 433; Pimlott, с. 14 – 16
11. ↑  Crawford, с. 26; Pimlott, с. 20; Shawcross, с. 21
12. ↑  Brandreth, с. 124; Lacey, с. 62 – 63; Pimlott, с. 24, 69
13. ↑  Brandreth, с. 108 – 110; Lacey, с. 159 – 161; Pimlott, с. 20, 163
14. ↑  Brandreth, с. 108 – 110
15. ↑  Brandreth, с. 105; Lacey, с. 81; Shawcross, с. 21 – 22
16. ↑  Brandreth, с. 105 – 106
17. ↑  Bond, с. 8; Lacey, с. 76; Pimlott, с. 3
18. ↑  Lacey, с. 97 – 98
19. ↑  Marr, с. 78, 85; Pimlott, с. 71 – 73
20. ↑  Brandreth, с. 124; Crawford, с. 85; Lacey, с. 112; Marr, с. 88; Pimlott, с. 51; Shawcross, с. 25
21. 1 2  Her Majesty The Queen: Early life and education //   Royal Household, 29 декември 2015. Посетен на 18 април 2016.
22. ↑  Marr, с. 84; Pimlott, с. 47
23. 1 2  Pimlott, с. 54
24. 1 2  Pimlott, с. 55
25. ↑  Warwick, Christopher. Princess Margaret: A Life of Contrasts.   London, Carlton Publishing Group, 2002. ISBN 978-0-233-05106-2. с. 102.
26. ↑  Queen Elizabeth the Queen Mother //   Royal Household, 21 декември 2015. Посетен на 18 април 2016.
27. ↑  Crawford, с. 104 – 114; Pimlott, с. 56 – 57
28. ↑  Crawford, с. 114 – 119; Pimlott, с. 57
29. ↑  Crawford, с. 137 – 141
30. 1 2  Children's Hour: Princess Elizabeth //   BBC, 13 октомври 1940.  Архивиран от оригинала на 2010-12-02. Посетен на 22 юли 2009.
31. ↑  Early public life //   Royal Household.  Архивиран от оригинала на 2010-03-28. Посетен на 20 април 2010.
32. ↑  Pimlott, с. 71
33. ↑   London Gazette, 6 март 1945. с. 1315.
34. ↑  Bradford, с. 45; Lacey, с. 148; Marr, с. 100; Pimlott, с. 75
35. ↑   London Gazette, 31 юли 1945. с. 3972.
36. ↑  Bond, с. 10; Pimlott, с. 79
37. ↑  Bond, с. 10; Pimlott, с. 79
38. ↑  Pimlott, с. 71 – 73
39. ↑  Gorsedd of the Bards, National Museum of Wales, архивирано от оригинала 18 май 2014, посетено на 17 декември 2009 г.
40. ↑  A speech by the Queen on her 21st birthday //   Royal Household, 20 април 1947. Посетен на 18 април 2016.
41. ↑  Brandreth, с. 132 – 139; Lacey, с. 124 – 125; Pimlott, с. 86
42. ↑  Bond, с. 10; Brandreth, с. 132 – 136, 166 – 169; Lacey, с. 119, 126, 135
43. ↑  Heald, с. 77
44. ↑  Edwards, Phil. The Real Prince Philip //   Channel 4, 31 октомври 2000.  Архивиран от оригинала на 2010-02-09. Посетен на 23 септември 2009.
45. ↑  Crawford, с. 180
46. ↑  Davies, Caroline. Philip, the one constant through her life //  The Daily Telegraph.   Лондон, 20 април 2006. Посетен на 23 септември 2009.
47. ↑  Heald, с. xviii
48. ↑  Hoey, с. 55 – 56; Pimlott, с. 101, 137
49. ↑  London Gazette.   21 ноември 1947. с. 5495.
50. ↑  Hoey, с. 58; Pimlott, с. 133 – 134
51. ↑  Hoey, с. 59; Petropoulos, с. 363
52. ↑  Bradford, с. 61
53. ↑  Letters Patent, 22 октомври 1948; Hoey, с. 69 – 70; Pimlott, с. 155 – 156
54. ↑  Pimlott, с. 163
55. ↑  Brandreth, с. 226 – 238; Pimlott, с. 145, 159 – 163, 167
56. ↑  Brandreth, с. 240 – 241; Lacey, с. 166; Pimlott, с. 169 – 172
57. ↑  Brandreth, с. 245 – 247; Lacey, с. 166; Pimlott, с. 173 – 176; Shawcross, с. 16
58. ↑  Bousfield and Toffoli, с. 72; Charteris quoted in Pimlott, с. 179 and Shawcross, с. 17
59. ↑  Mitchell, James (2003), „Scotland: Cultural Base and Economic Catalysts“, in Hollowell, Jonathan (ed.), Britain Since 1945, Wiley-Blackwell, с. 113
60. ↑  Pimlott, с. 178 – 179
61. ↑  Pimlott, с. 186 – 187
62. ↑  Soames, Emma (1 June 2012), „Emma Soames: As Churchills we're proud to do our duty“, The Daily Telegraph, London, архивирано от оригинала на 2 юни 2012 г., посетено на 12 март 2019 г.
63. ↑  Bradford, с. 80; Brandreth, с. 253 – 254; Lacey, с. 172 – 173; Pimlott, с. 183 – 185
64. ↑  London Gazette.   5 февруари 1960. с. 1003.
65. ↑  Brandreth, с. 269 – 271
66. ↑  Bond, с. 22; Brandreth, с. 271; Lacey, с. 194; Pimlott, с. 238; Shawcross, с. 146
67. ↑  Bradford, с. 82
68. ↑  50 facts about The Queen's Coronation //   Royal Household, 25 май 2003. Посетен на 18 април 2016.
69. ↑  Lacey, с. 190; Pimlott, с. 247 – 248
70. ↑  T., Englefield, Dermot J. Facts about the British prime ministers : a compilation of biographical and historical information.   London, Mansell, 1995. ISBN 0720123062. OCLC 33043257.
71. 1 2  UK to name part of Antarctica Queen Elizabeth Land //   BBC News, 18 декември 2012. Посетен на 30 септември 2024.
72. ↑  Pimlott, с. 182
73. ↑  Australia: Royal visits //   Royal Household, 13 октомври 2015. Посетен на 18 април 2016.
74. ↑  New Zealand: Royal visits //   Royal Household, 22 декември 2015. Посетен на 18 април 2016.
75. ↑  Marr, с. 126
76. ↑  Campbell, Sophie. Queen's Diamond Jubilee: Sixty years of royal tours //   The Telegraph, 11 май 2012. Посетен на 20 февруари 2016.
77. ↑  Thomson, Mike. When Britain and France nearly married //   BBC News, 15 януари 2007. Посетен на 14 декември 2009.
78. ↑  Pimlott, с. 255; Roberts, с. 84
79. ↑  Marr, с. 175 – 176; Pimlott, с. 256 – 260; Roberts, с. 84
80. ↑  Lord Altrincham in National Review цит. от Brandreth, с. 374
81. 1 2  Hardman, с. 22; Pimlott, с. 324 – 335; Roberts, с. 84
82. ↑  Roberts, с. 84
83. ↑  Queen and Canada: Royal visits //   Royal Household.  Архивиран от оригинала на 2010-05-04. Посетен на 12 февруари 2012.
84. ↑  Pimlott, с. 303; Shawcross, с. 83
85. ↑  Speaight, Robert. Vanier, Soldier, Diplomat, Governor General: A Biography.   London, William Collins, Sons and Co. Ltd., 1970. ISBN 978-0-00-262252-3.
86. ↑  Dubois, Paul. Demonstrations Mar Quebec Events Saturday //   The Gazette, 12 октомври 1964. с. 1. Посетен на 6 март 2010.
87. ↑  Bousfield, с. 139
88. ↑  Dymond, Glenn. Ceremonial in the House of Lords //   House of Lords Library, 5 март 2010. с. 12. Посетен на 5 юни 2010.
89. ↑  Hardman, с. 213 – 214
90. ↑  Bond, с. 66; Pimlott, с. 345 – 354
91. ↑  "Big Crowds in Belgrade Greet Queen Elizabeth", The New York Times, 18 October 1972, архивирано от оригинала на 6 юни 2022 г., посетено на 8 септември 2022 г.
92. ↑  Bradford, с. 181; Pimlott, с. 418
93. ↑  Bradford, с. 181; Marr, с. 256; Pimlott, с. 419; Shawcross, с. 109 – 110
94. 1 2  Bond, с. 96; Marr, с. 257; Pimlott, с. 427; Shawcross, с. 110
95. ↑  Pimlott, с. 428 – 429
96. ↑  Pimlott, с. 449
97. ↑  Hardman, с. 137; Roberts, с. 88 – 89; Shawcross, с. 178
98. ↑  Pimlott, с. 336 – 337, 470 – 471; Roberts, с. 88 – 89
99. 1 2  Heinricks, Geoff. Trudeau: A drawer monarchist //  National Post.   Toronto, 29 септември 2000. p. B12. (на английски)
100. ↑  1981: Charles and Diana marry //  On This Day.   BBC News, 29 July 1982.  Архивиран от оригинала на 10 January 2018. Посетен на 13 October 2008.
101. ↑  Hardman, с. 167, 171 – 173
102. ↑  Roberts, с. 101; Shawcross, с. 139
103. ↑  Geddes, John (2012), „The day she descended into the fray“, Maclean's (Special Commemorative Edition: The Diamond Jubilee: Celebrating 60 Remarkable years ed.), с. 72
104. ↑  MacQueen, Ken; Treble, Patricia (2012), „The Jewel in the Crown“, Maclean's (Special Commemorative Edition: The Diamond Jubilee: Celebrating 60 Remarkable years ed.), с. 43 – 44
105. ↑  Queen's 'fantasy assassin' jailed //   BBC News, 14 септември 1981. Посетен на 21 юни 2010.
106. ↑  Lacey, с. 281; Pimlott, с. 476 – 477; Shawcross, с. 192
107. ↑  Ainge Roy, Eleanor (13 January 2018), "'Damn ... I missed': the incredible story of the day the Queen was nearly shot", The Guardian, архивирано от оригинала на 1 март 2018 г., посетено на 1 март 2018 г.
108. ↑  Lacey, с. 297 – 298; Pimlott, с. 491
109. ↑  Bond, с. 115; Pimlott, с. 487; Shawcross, с. 127
110. ↑  Bond, с. 188; Pimlott, с. 497
111. ↑  "Queen fulfills a Royal Goal: To visit China", The New York Times, 13 October 1986, архивирано от оригинала на 6 юни 2022 г., посетено на 8 септември 2022 г.
112. ↑  The BBC Book of Royal Memories: 1947 – 1990, BBC Books, 1991, с. 181
113. ↑  Hardman, Robert (2019), Queen Of The World, Penguin Random House, с. 437
114. ↑  "Queen Elizabeth II Arrives In Peking for 6-Day Visit", The Washington Post, 13 October 1986
115. ↑  Lacey, с. 293 – 294; Pimlott, с. 541
116. ↑  Hardman, с. 82 – 83; Lacey, с. 307; Pimlott, с. 522 – 526
117. ↑  Geddes, John (2012), „The day she descended into the fray“, Maclean's (Special Commemorative Edition: The Diamond Jubilee: Celebrating 60 Remarkable years ed.), с. 72
118. ↑  Pimlott, с. 515 – 516
119. ↑  Pimlott, с. 538
120. ↑  Pimlott, с. 519 – 534
121. ↑  Lacey, с. 319; Marr, с. 315; Pimlott, с. 550 – 551
122. ↑  Stanglin, Doug. German study concludes 25,000 died in Allied bombing of Dresden //  USA Today.   18 март 2010. Посетен на 19 март 2010.
123. ↑  Brandreth, с. 377; Pimlott, с. 558 – 559; Roberts, с. 94; Shawcross, с. 204
124. ↑  Annus horribilis speech //   Royal Household, 24 ноември 1992. Посетен на 18 април 2016.
125. ↑  Brandreth, с. 377
126. ↑  Bradford, с. 229; Lacey, с. 325 – 326; Pimlott, с. 559 – 561
127. ↑  Bradford, с. 226; Hardman, с. 96; Lacey, с. 328; Pimlott, с. 561
128. ↑  Pimlott, с. 562
129. ↑  Queen Breaks Wrist in Riding Accident", AP News, 17 January 1994, архивирано от оригинала на 31 август 2022 г., посетено на 1 септември 2022 г.
130. ↑  Sloane, Wendy (19 October 1994), "Not all's forgiven as queen tours a czarless Russia", The Christian Science Monitor, Moscow, архивирано от оригинала на 5 септември 2022 г., посетено на 8 септември 2022 г.
131. ↑  "British queen in Moscow", United Press International, Moscow, 17 October 1994, архивирано от оригинала на 12 март 2022 г., посетено на 8 септември 2022 г.
132. ↑  de Waal, Thomas (15 October 1994), "Queen's Visit: Lifting the Clouds of the Past", Moscow Times
133. ↑  Brandreth, с. 356; Pimlott, с. 572 – 577; Roberts, с. 94; Shawcross, с. 168
134. ↑  Brandreth, с. 357; Pimlott, с. 577
135. ↑  Bond, с. 134; Brandreth, с. 358; Marr, с. 338; Pimlott, с. 615
136. ↑  MacQueen, Ken и др. The Jewel in the Crown //  Maclean's.   2012. с. 43 – 44.
137. ↑  Bond, с. 134; Brandreth, с. 358; Lacey, с. 6 – 7; Pimlott, с. 616; Roberts, с. 98; Shawcross,с. 8
138. ↑  Brandreth, с. 358 – 359; Lacey, с. 8 – 9; Pimlott, с. 621 – 622
139. 1 2  Bond, с. 134; Brandreth, с. 359; Lacey, с. 13 – 15; Pimlott, с. 623 – 624
140. 1 2  Indian group calls off protest, accepts queen's regrets, Amritsar, India: CNN, 14 October 1997, архивирано от оригинала на 3 май 2021, посетено на 3 май 2021 г.
141. 1 2  Burns, John F. (15 October 1997), "In India, Queen Bows Her Head Over a Massacre in 1919", The New York Times, архивирано от оригинала на 17 май 2013 г., посетено на 12 февруари 2013 г.
142. 1 2  A speech by The Queen on her Golden Wedding Anniversary //   The Royal Household, 20 ноември 1997. Посетен на 10 февруари 2017.
143. ↑  Gibbs, Geoffrey. Welsh crown day with a song //  The Guardian.   27 May 1999.  Архивиран от оригинала на 20 September 2022. Посетен на 16 September 2022.
144. ↑  Engel, Matthew. Something for everyone as Scots at last put history behind them //  The Guardian.   2 July 1999.  Архивиран от оригинала на 14 September 2022. Посетен на 14 September 2022.
145. ↑  "Queen to visit Southwark on Millennium Eve", London SE1, архивирано от оригинала на 13 февруари 2022 г., посетено на 13 февруари 2022 г.
146. ↑  "Beacons blaze across UK", BBC News, 31 December 1999, архивирано от оригинала на 13 февруари 2022 г., посетен на 13 февруари 2022 г.
147. ↑  Knappett, Gill (2016), The Queen at 90: A Royal Birthday Souvenir, Pitkin, с. 24
148. ↑  Shawcross, с. 224
149. ↑  Bedell Smith, Sally (2017), Elizabeth the Queen: The Woman Behind the Throne, Penguin Books, с. 423
150. ↑  Bond, с. 156; Bradford, с. 248 – 249; Marr, с. 349 – 350
151. ↑  Bond, с. 166 – 167
152. ↑  Bond, с. 157
153. ↑  Brandreth, с. 31
154. ↑  Alderson, Andrew. Revealed: Queen's dismay at Blair legacy //  The Telegraph.   28 май 2007. Посетен на 31 май 2010.
155. ↑  Alderson, Andrew. Tony and Her Majesty: an uneasy relationship //  The Telegraph.   27 май 2007. Посетен на 31 май 2010.
156. ↑  Queen celebrates diamond wedding //   BBC News, 19 ноември 2007. Посетен на 10 февруари 2017.
157. ↑  A speech by the Queen to the United Nations General Assembly //   Royal Household, 6 юли 2010. Посетен на 18 април 2016.
158. 1 2  Queen addresses UN General Assembly in New York //   BBC News, 7 юли 2010. Посетен на 7 юли 2010.
159. ↑  Royal tour of Australia: The Queen ends visit with traditional 'Aussie barbie' //  The Telegraph.   29 октомври 2011. Посетен на 30 октомври 2011.
160. ↑  Bradford, с. 253
161. ↑  Prince Harry pays tribute to the Queen in Jamaica //   BBC News, 7 март 2012. Посетен на 31 май 2012.
162. ↑  Their Royal Highnesses The Prince of Wales and The Duchess of Cornwall to Undertake a Royal Tour of Canada in 2012 //   Office of the Governor General of Canada, 14 декември 2011. Посетен на 31 май 2012.
163. ↑  Event News, The Queen's Diamond Jubilee Beacons, архивирано от оригинала на 16 ноември 2018 г., посетено на 28 април 2016 г.
164. ↑  "Queen joins wedding party at Manchester Town Hall", BBC News, 24 March 2012, архивирано от оригинала на 7 април 2022 г., посетено на 8 септ. 2022 г.
165. ↑  Rayner, Gordon. Queen and Duke of Edinburgh celebrate 65th wedding anniversary //  The Daily Telegraph.   19 ноември 2012. Посетен на 10 февруари 2017.
166. ↑  Canada's Olympic Broadcast Media Consortium Announces Broadcast Details for London 2012 Opening Ceremony, Friday //   24 юли 2012.  Архивиран от оригинала на 2015-04-02. Посетен на 22 март 2015.
167. ↑  Brown, Nicholas. How James Bond whisked the Queen to the Olympics //   BBC News, 27 юли 2012. Посетен на 27 юли 2012.
168. ↑  Queen honoured with Bafta award for film and TV support //   BBC News, 4 април 2013. Посетен на 7 април 2013.
169. ↑  Queen to miss Commonwealth meeting //   BBC News, 7 май 2013. Посетен на 7 май 2013.
170. ↑  "A speech by The Queen at the Borders Railway, Scotland", Royal.uk, 9 September 2015, архивирано от оригинала на 6 юни 2022, посетено на 8 септември 2022
171. ↑  Elizabeth Set to Beat Victoria's Record as Longest Reigning Monarch in British History //  HuffPost.   6 септември 2014. Посетен на 28 септември 2014.
172. ↑  Modh, Shrikant. The Longest Reigning Monarch Queen Elizabeth II //  Philately News.   11 септември 2015.  Архивиран от оригинала на 2017-12-01. Посетен на 20 ноември 2017.
173. ↑  Enthralling 'Audience' puts Britain's queen in room with politicians //  Chicago Sun-Times.   24 август 2017. Посетен на 20 ноември 2017.
174. ↑  Governor General to Host Special Event in Honour of Her Majesty's Historic Reign //   Office of the Secretary to the Governor General, 9 септември 2015. Посетен на 9 септември 2015.
175. ↑  Queen becomes world's oldest monarch following death of King Abdullah of Saudi Arabia //   The Telegraph, 23 януари 2015. Посетен на 20 ноември 2017.
176. ↑  "Thailand's King Bhumibol Adulyadej dies at 88", BBC News, 13 October 2016, архивирано от оригинала на 13 октомври 2016 г., посетено на 23 април 2022 г.
177. ↑  Addley, Esther (13 October 2016), "Queen Elizabeth II is longest-reigning living monarch after Thai king's death", The Guardian, архивирано от оригинала на 23 април 2022, посетено на 23 април 2022 г.
178. ↑  Proctor, Charlie. BREAKING: The Queen becomes the world's oldest living Head of State following Mugabe resignation //  Royal Central.   21 ноември 2017. Посетен на 21 ноември 2017.
179. ↑  Queen Elizabeth II will be the world's oldest head of state if Robert Mugabe is toppled //  msn.com.   14 ноември 2017.  Архивиран от оригинала на 2017-11-15. Посетен на 20 ноември 2017.
180. ↑  Rayner, Gordon. The Blue Sapphire Jubilee: Queen will not celebrate 65th anniversary but instead sit in 'quiet contemplation' remembering father's death //   The Telegraph, 29 януари 2017. Посетен на 3 февруари 2017.
181. ↑  Queen and Prince Philip portraits released to mark 70th anniversary //   The Guardian, 20 ноември 2017. Посетен на 20 ноември 2017.
182. 1 2  Bilefsky, Dan (2 August 2017), "Prince Philip Makes His Last Solo Appearance, After 65 Years in the Public Eye", The New York Times, архивирано от оригинала на 25 декември 2007, посетено на 4 август 2017 г.
183. ↑  "Charles to be next Commonwealth head", BBC News, 20 April 2018, архивирано от оригинала на 20 април 2018, посетено на 21 април 2018
184. ↑  Collier, Hatty (8 June 2018), The Queen undergoes eye surgery to remove cataract, Yahoo! News, архивирано от оригинала на 8 март 2021, посетено на 19 март 2021
185. ↑  Nikkash, Roya (31 March 2019), "Queen slams brakes on driving in public", The Times, архивирано от оригинала на 31 март 2019, посетено на 31 март 2019
186. ↑  "The royal family is canceling events because of the coronavirus, and the Queen may be asked to self-isolate for up to 4 months", Insider, 16 March 2020, архивирано от оригинала на 8 септ. 2022, посетено на 5 юли 2021
187. ↑  Coronavirus: Queen and Prince Philip return to Windsor Castle for lockdown, Sky News, 2 November 2020, архивирано от оригинала на 21 юни 2021 г., посетено на 5 юли 2021
188. ↑  "Coronavirus: The Queen's message seen by 24 million", BBC News, 6 April 2020, архивирано от оригинала на 10 юли 2021, посетено на 5 юли 2021
189. ↑  "Coronavirus: The Queen's broadcast in full", BBC News, 5 April 2020, архивирано от оригинала на 25 август 2021, посетено на 5 юли 2021
190. ↑  "VE Day: UK's streets not empty as filled with love, says Queen", BBC News, 8 May 2020, архивирано от оригинала на 9 юли 2021 г., посетено на 5 юли 2021
191. ↑  Murphy, Victoria (15 October 2020), "Queen Elizabeth Is Joined by Prince William for Her First Public Outing in Seven Months", Town & Country, архивирано от оригинала на 24 юни 2021 г., посетено на 5 юли 2021
192. ↑  "Queen wears face mask as she marks Unknown Warrior centenary", BBC News, 7 November 2020, архивирано от оригинала на 13 август 2021, посетено на 5 юли 2021
193. ↑  Busby, Mattha (9 January 2021), "The Queen and Prince Philip receive first dose of Covid vaccine", The Guardian, архивирано от оригинала на 9 юли 2021, посетено на 5 юли 2021
194. ↑  Petit, Stephanie (1 April 2021), "Queen Elizabeth Received Her Second COVID-19 Vaccine Before First Maskless Outing of the Year", People, архивирано от оригинала на 8 август 2022, посетено на 8 септ. 2022
195. ↑  "Prince Philip: After over 70 years by her side, the Queen faces a future without her 'strength and stay'", ITV News, 9 April 2021, архивирано от оригинала на 9 април 2021, посетено на 9 април 2021
196. ↑  "Queen will complete her reign in the same sad way as great-great grandmother Queen Victoria", GoodtoKnow, 9 April 2021, архивирано от оригинала на 11 юни 2021 г., посетено на 11 юни 2021 г.
197. ↑  Tominey, Camilla (9 April 2021), "Prince Philip's peaceful passing reflects a remarkable life lived in self-effacing dignity", The Telegraph, архивирано от оригинала на 10 април 2021 г., посетен на 11 май 2021
198. ↑  "Prince Philip: The Queen says his death has 'left a huge void' – Duke of York", BBC News, 11 April 2021, архивирано от оригинала на 8 септември 2022 г., посетено на 8 септември 2022 г.
199. ↑  Abraham, Ellie (17 April 2021), "Social Media Reacts to 'heartbreaking' Image of Queen Sitting Alone at Prince Philip's Funeral", The Independent, архивирано от оригинала на 6 юли 2022, посетено на 8 септ. 2022
200. ↑  Hassan, Jennifer (17 April 2021), "Image of Queen Elizabeth II sitting alone at Philip's funeral breaks hearts around the world", The Washington Post, архивирано от оригинала на 12 май 2021, посетено на 8 септември 2022
201. ↑  "Queen's Christmas message pays tribute to 'beloved' Philip", BBC News, 25 December 2021, архивирано от оригинала на 20 февруари 2022 г., посетен на 8 септември 2022 г.
202. ↑  Ship, Chris (25 December 2021), "Queen remembers 'mischievous twinkle' of Prince Philip in emotional Christmas message", ITV News, архивирано от оригинала на 15 февруари 2022 г., посетено на 8 септември 2022 г.
203. ↑  "Queen's Speech 2021: What can we expect?", BBC News, 10 May 2021, архивирано от оригинала на 10 май 2021, посетено на 10 май 2021
204. ↑  Mills, Rhiannon (12 June 2021), G7 summit: Queen charms prime ministers and presidents, Sky News, архивирано от оригинала на 12 юни 2021, посетен на 12 юни 2021
205. ↑  "Queen gives George Cross to NHS for staff's 'courage and dedication'", BBC News, 5 July 2021, архивирано от оригинала на 7 април 2022, посетен на 5 юли 2021
206. ↑  Murray, Jessica (12 October 2021), "Queen seen using walking stick for first time in 20 years", The Guardian, архивирано от оригинала на 31 март 2022, посетен на 8 септ. 2022
207. ↑  Taylor, Harry (21 October 2021), "The Queen spent night in hospital after cancelling Northern Ireland visit", The Guardian, архивирано от оригинала на 25 февруари 2022, посетен на 8 септ. 2022
208. ↑  Lee, Joseph (26 October 2021), "Queen will not attend COP26 climate change summit", BBC News, архивирано от оригинала на 1 февруари 2022, посетен на 8 септ. 2022
209. ↑  Becky Morton (14 November 2021), "The Queen to miss Remembrance Sunday service", BBC News, архивирано от оригинала 9 март 2022, посетен на 8 септември 2022
210. ↑  "Accession Day 2022", Royal Family, 5 February 2022, архивирано от оригинала на 20 февруари 2022, посетено на 8 септември 2022
211. ↑  Lee, Dulcie; Durbin, Adam (20 February 2022), "The Queen tests positive for Covid", BBC News, архивирано от оригинала на 20 февруари 2022, посетено на 20 февруари 2022
212. ↑  Foster, Max; Said-Moorhouse, Lauren (20 February 2022), Britain's Queen Elizabeth tests positive for Covid-19, CNN, архивирано от оригинала на 27 май 2022, посетено на 8 септември 2022
213. ↑  Elston, Laura (23 February 2022), "Queen holds telephone audience with PM despite Covid", The Independent, архивирано от оригинала на 7 март 2022, посетено на 7 март 2022
214. ↑  Furness, Hannah (3 March 2022), "The Queen makes 'generous' private donation to Ukraine fund as Royal family shows its support", The Daily Telegraph, архивирано от оригинала на 5 март 2022, посетен на 5 март 2022
215. ↑  Hinton, Megan (28 February 2022), "Queen enjoys time with family after recovering from Covid", LBC, архивирано от оригинала на 5 март 2022, посетено на 8 септември 2022
216. ↑  Waddell, Lily (7 March 2022), "Queen holds in-person meeting with Justin Trudeau in front of blue and yellow flowers", Evening Standard, архивирано от оригинала на 7 март 2022, посетен на 7 март 2022
217. ↑  Selby, Jenn (10 April 2022), "Covid left me 'exhausted', Queen tells bereaved couple", The Guardian, архивирано от оригинала на 10 април 2022, посетено на 10 април 2022
218. ↑  Lauren, Turner (29 March 2022), "Queen attends Prince Philip memorial service at Westminster Abbey", BBC News, архивирано от оригинала на 6 юни 2022, посетено на 5 април 2022
219. ↑  Adams, Charley (14 April 2022), „Prince Charles stands in for Queen at Maundy Service“, BBC News, архивирано от оригинала на 6 юни 2022, посетено на 8 септември 2022
220. ↑  Queen to miss State Opening of Parliament – Prince of Wales to read speech instead, Sky News, 9 May 2022, архивирано от оригинала на 11 юни 2022, посетено на 8 септември r 2022
221. ↑  Furness, Hannah (10 May 2022), „Queen's Speech: Why Prince William is attending State Opening of Parliament“, The Telegraph, архивирано от оригинала на 12 юни 2022, посетено на 8 септември 2022
222. ↑  „Elizabeth line: Queen makes surprise visit to Paddington Station“, BBC News, 17 May 2022, архивирано от оригинала на 26 август 2022, посетено на 8 септември 2022
223. ↑  Furness, Hannah (2 June 2022), "The Queen to miss service of thanksgiving after suffering discomfort", The Telegraph, архивирано от оригинала на 27 юни 2022, посетено на 8 септември 2022
224. ↑  Furness, Hannah (5 June 2022), "Queen's Jubilee surprise: A starring role with Paddington Bear (and what she really keeps in her handbag)", The Telegraph, архивирано от оригинала на 9 август 2022, посетено на 8 септември 2022
225. ↑  Turner, Lauren (13 June 2022), "Queen Elizabeth II becomes second-longest serving monarch", BBC News, архивирано от оригинала на 15 юни 2022, посетено на 8 септември 2022
226. ↑  Brandreth, с. 370 – 371; Marr, с. 395
227. ↑  Mansey, Kate; Leake, Jonathan; Hellen, Nicholas (19 January 2014), „Queen and Charles start to 'job-share'“, The Sunday Times, архивирано от оригинала на 3 февруари 2014, посетено на 20 януари 2014; и Marr, с. 395
228. ↑  Bubola, Emma (6 September 2022). "The queen will meet the new prime minister at Balmoral Castle in Scotland". The New York Times. Архивирано от оригинала на 7 септември 2022. Посетено на 8 септ. 2022 г.
229. ↑  "Queen postpones senior ministers meeting to rest". BBC News. 7 September 2022. Архивирано от оригинала на 8 септ. 2022 г. Посетено на 8 септ. 2022 г.
230. ↑  Queen's doctors concerned for her health – palace //  BBC News.   Посетен на 8 септември 2022.
231. ↑  Davies, Caroline. Queen under medical supervision at Balmoral after doctors' concerns //  The Guardian.   Посетен на 8 септември 2022.
232. ↑  Queen under medical supervision as doctors are concerned for her health. Prince Charles, Camilla and Prince William are currently travelling to Balmoral, Clarence House and Kensington Palace said //   Sky News. Посетен на 8 септември 2022.
233. ↑  Shaw, Neil. Duke of York, Princess Anne and Prince Edward all called to Queen's side //  Plymouth Live.   Посетен на 8 септември 2022.
234. ↑  Queen Elizabeth II has died //  BBC News.   8 септември 2022.  Архивиран от оригинала на 8 September 2022. Посетен на 8 септември 2022.
235. ↑  Kottasová, Ivana. Queen Elizabeth II dies at 96 //   CNN. Посетен на 8септември 2022.
236. ↑  Близо 250 000 души са почели кралица Елизабет II на поклонението в Уестминстър хол //   20 септември 2020. Посетен на 20 септември 2020.
237. ↑  Queen's children perform Vigil of the Princes //  BBC News.   Посетен на 2022-09-12. (на английски)
238. ↑  Drummond, Michael. Andrew, Edward and Anne join the King in vigil at Queen's coffin //   Sky News. Посетен на 13 September 2022.
239. ↑  Princess Anne Made History as First Woman to Participate in the Vigil of the Princes //  Town & Country.   Посетен на 2022-09-17. (на американски английски)
240. ↑  Hollowood, Kate. How Princess Anne made history this week at the Vigil of the Princes //  Marie Claire.   Посетен на 2022-09-17. (на английски)
241. ↑  Queen's funeral details revealed as monarch to be buried with Prince Philip //   Sky News. Посетен на 27 септември 2022.
242. ↑  Bowden, George. Queen Elizabeth II's grandchildren to observe lying-in-state vigil //   BBC. Посетен на 27 септември 2022.
243. ↑  Queen’s grandchildren to stand vigil beside coffin on Saturday //  The Guardian.   16 септември 2022. Посетен на 27 септември 2022.
244. ↑  Kindelan, Katie. Princes William, Harry lead grandchildren in vigil at Queen Elizabeth II's coffin //  ABC News.   Посетен на 20 септември 2022.
245. ↑  Последно сбогом: Светът се прости с кралица Елизабет Втора //   10 септември 2022. Посетен на 20 септември 2022.
246. ↑  Румен Радев се подписа в книгата за съболезнования за кралица Елизабет II //   18 септември 2022. Посетен на 20 септември 2022.
247. ↑  Симеон Сакскобургготски участва в погребението на Елизабет ІІ (СНИМКИ) Копирано от standartnews.com //   20 септември 2022. Посетен на 20 септември 2022.
248. ↑  State Funeral for Her Majesty The Queen //   19 септември 2022. Посетен на 20 септември 2022.
249. ↑  Положиха тленните останки на кралица Елизабет II в параклиса „Сейнт Джордж“ //   19 септември 2020. Посетен на 20 септември 2020.
250. 1 2  The State Funeral for Her Majesty The Queen //   19 септември 2022. Посетен на 20 септември 2022.
251. ↑  Светът притихна: Последно сбогом с кралица Елизабет Втора (ВИДЕО) //   19 септември 2022. Посетен на 20 септември 2022.
252. ↑  Routledge, Paul (1994), Scargill: the unauthorized biography, London: Harper Collins, с. xiii
253. ↑  Dominiczak, Peter (24 September 2014), "David Cameron: I'm extremely sorry for saying Queen 'purred' over Scottish Independence vote", The Daily Telegraph, посетено на 8 октомври 2018
254. ↑  Quinn, Ben (19 September 2019), "David Cameron sought intervention from Queen on Scottish independence", The Guardian
255. ↑  Shawcross, с. 194–195 и "Queen 'will do her job for life'", BBC News, 19 April 2006, посетено на 4 февруари 2007
256. ↑  Our structure, Church of Scotland, 22 February 2010, посетено на 23 април 2022
257. ↑  "Queen meets Pope Francis at the Vatican", BBC News, 3 April 2014, посетено на 28 март 2017
258. ↑  Shawcross, с. 236–237 и Christmas Broadcast 2000, Royal Household, 25 December 2000, посетено на 18 април 2016 г.
259. ↑  About The Patron's Lunch, The Patron's Lunch, 5 September 2014, посетено на 28 април 2016
260. ↑  Hodge, Kate (11 June 2012), "The Queen has done more for charity than any other monarch in history", The Guardian, посетено на 25 февруари 2021 г.
261. ↑  80 facts about The Queen, Royal Household, архивирано от оригинала на 21 март 2009, посетено на 20 юни 2010
262. ↑  Bush, Karen (26 October 2007), Everything Dogs Expect You To Know, London: New Holland Publishers, с. 115, ISBN 978-1-84537-954-4, посетено на 18 септември 2012
263. ↑  Pierce, Andrew (1 October 2007), "Hug for Queen Elizabeth's first corgi", The Daily Telegraph, архивирано от оригинала на 10 януари 2022, посетено на 21 септември 2012
264. ↑  Bond, с. 22
265. ↑  Bond, с. 35; Pimlott, с. 180; Roberts, с. 82; Shawcross, с. 50
266. ↑  Bond, с. 35; Pimlott, с. 280; Shawcross, с. 76
267. ↑  Bond, с. 66–67, 84, 87–89; Bradford (2012), с. 160–163; Hardman, с. 22, 210–213; Lacey, с. 222–226; Marr, с. 237; Pimlott, с. 378–392; Roberts, с. 84–86
268. ↑  Hardman, с. 41
269. ↑  Holmes, E. (2020), HRH: So Many Thoughts on Royal Style, United States: Celadon Books
270. ↑  Cartner-Morley, Jess (10 May 2007), "Elizabeth II, belated follower of fashion", The Guardian, London, посетено на 11 септември 2022
271. ↑  Holt, B. (2022), The Queen: 70 Years of Majestic Style, United Kingdom: Ryland Peters & Small,
272. ↑  Bond, с. 97; Bradford (2012), с. 189; Pimlott, с. 449–450; Roberts, с. 87; Shawcross, с. 114–117
273. ↑  Bond, с. 117; Roberts, с. 91
274. ↑  Pimlott, с. 488 – 490
275. ↑  Bond, с. 134; Pimlott, с. 556–561, 570
276. ↑  MORI poll for The Independent newspaper, March 1996, цит. в Pimlott, с. 578 и O'Sullivan, Jack (5 March 1996), "Watch out, the Roundheads are back", The Independent, посетено на 12 септември 2022 г.
277. ↑  Pimlott, с. 578
278. ↑  Bond, с. 134; Pimlott, с. 624–625
279. ↑  Hardman, с. 310; Lacey, с. 387; Roberts, с. 101; Shawcross, с. 218
280. ↑  "Australia's PM says Elizabeth II should be country's last British monarch", The Guardian, Associated Press, 17 August 2010/. Посетено на 12 септември 2022 г.
281. ↑  Ireland, Judith (15 July 2017), "We're all Elizabethans now: When Malcolm Turnbull met the monarch", The Sydney Morning Herald. Посетено на 12 септември 2022 г.
282. ↑  Lagan, Bernard (9 March 2021), "Australians in new push to break royal links after Meghan and Harry interview", The Times. Посетено на 13 септември 2022 г.
283. ↑  "Vincies vote 'No'", BBC News, 26 November 2009. Посетено на 12 септември 2022 г.
284. ↑  Monarchy poll, Ipsos MORI, April 2006, посетено на 22 март 2015; Monarchy Survey (PDF), Populus Ltd, 16 December 2007, с. 9, архивирано от оригинала (PDF) на 11 май 2011, посетено на 17 август 2010; "Poll respondents back UK monarchy", BBC News, 28 December 2007, посетено на 12 септември 2022
285. ↑  Monarchy/Royal Family Trends – Satisfaction with the Queen, Ipsos MORI, 19 May 2016, архивирано от оригинала на 23 януари 2021, посетено на 19 септември 2017
286. ↑  Mills, Rhiannon (7 September 2019), Epstein, Andrew and private jets: The royals have had a tumultuous summer, Sky News, посетено на 12 септ. 2022
287. ↑  Gallagher, Sophie; Hall, Harriet (19 May 2021), "How the couple who were supposed to 'modernise the monarchy' turned their backs on it", The Independent, архивирано от оригинала на 30 март 2022, посетено на 12 септември 2022 г.
288. ↑  "The Queen remains the nations' favourite royal as the public associate her with tradition and a positive symbol of Britain at home and abroad". Ipsos Mori. 30 May 2022. Ibbetson, Connor (21 May 2022). "Platinum Jubilee: how popular are the royals? | YouGov". yougov.co.uk. Посетено на 4 юни 2022. "IPSOS Attitudes to the Royal Family" (PDF). March 2022. Посетено на 20 май 2022 г. "Half of Britons won't be celebrating Platinum Jubilee and think Royal Family is out of touch". inews.co.uk. 2 June 2022. Посетено на 4 юни 2022 г. "Sky high public approval for the Queen ahead of Platinum Jubilee". Ipsos Mori. 30 May 2022. Has the Queen done a good job during her time on the throne?
289. ↑  "World’s most admired 2021 Архив на оригинала от 2021-12-14 в Wayback Machine.". "Gallup". 14 December 2021. Посетено на 12 септември 2022 г.
290. ↑  Riley, Ben (12 February 2016), "Revealed: Damien Hirst's only portrait of the Queen found in government archives", The Daily Telegraph, архивирано от оригинала на 10 януари 2022 г., посетено на 12 септември 2022 г.
291. ↑  Elizabeth II, National Portrait Gallery, посетено на 12 септември 2022 г.
292. ↑  Marcus Adams, National Portrait Gallery, посетено на 12 септември 2022 г.